# 普陀宗乘之庙
普陀宗乘之庙（滿文：ᠪᡠᡩᠠᠯᠠ ᡳ ᡨᠣᠪ
ᡧᠠᠴᡳᠨ ᡳ ᠮᡠᡴ᠋ᡨᡝᡥᡝᠨ；漢文：；蒙古文：ᠪᠤᠳᠠᠯᠠ ᠶᠢᠨ ᠲᠥᡋ
ᠱᠠᠰᠢᠨ ᠤ ᠰᠦᠮ᠎ᠡ᠃；藏語：གྲུ་འཛིན་་་བསྟན་པའི་རྩ་བའི་ལྷ་ཁང༌།，藏语拼音：Chunzin Dainbaiza Pailhakang），俗称小布达拉宫，位于河北省承德市双桥区，是一座藏传佛教格鲁派寺院，为“外八庙”之一。

## 历史
普陀宗乘之庙位于河北省承德市双桥区避暑山庄以北的狮子沟北坡、须弥福寿之庙西侧。乾隆帝《普陀宗乘之庙碑》记载，该庙始建于乾隆三十二年（1767年）三月，于乾隆三十六年（1771年）八月竣工。这座庙宇是乾隆为了乾隆三十六年母亲崇庆皇太后八十寿辰而建，乾隆在庙中立御制碑《普陀宗乘之庙碑》纪念。普陀宗乘之庙是“外八庙”中最辉煌、规模最大的庙。这座庙宇是仿照西藏拉萨的布达拉宫而建，因而又俗称“小布达拉宫”，“普陀宗乘”（借译）和“布达拉”（音译）语出同源，意为“观音圣地”。
乾隆帝《普陀宗乘之庙碑记》记述，南海大士的普陀道场有三个，一个在印度（南海普陀寺），一个在西藏（布达拉宫），一个在浙江定海（普陀山）。乾隆帝本想仿照南海大士在印度的最早的普陀道场修建，但该道场的形制难以考察，而西藏布达拉宫都纲法式具备，乃仿照布达拉宫兴建了普陀宗乘之庙。

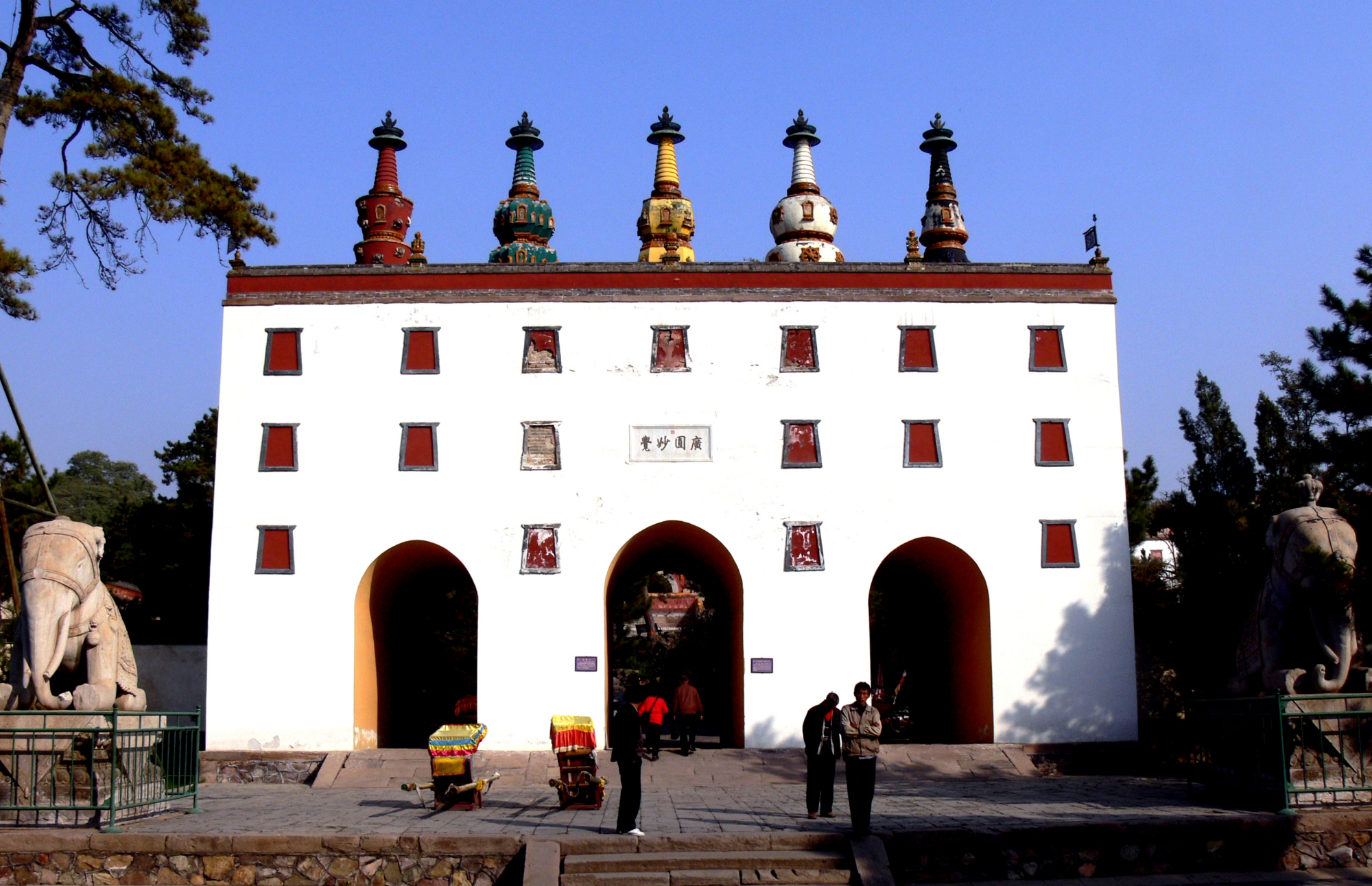
五塔门

万法归一殿是该庙的主殿，为举行集会和庆典之所。每年农历七月十一日，在该殿举办藏传佛教学位考试。每年农历腊月二十七日、正月十四日，在该殿举办送祟活动，该庙全体喇嘛在该殿集中念经。清朝，蒙古各部首领来该庙进香者甚多。乾隆三十六年（1771年），乾隆帝在万法归一殿接见回归的土尔扈特部首领渥巴锡一行，并举办大规模讲经祝寿活动。
1932年，美国芝加哥举办万国博览会，财阀洛克菲勒为招睐参观者，于1930年采纳了瑞典学者斯文·赫定建议，派人对万法归一殿实测实绘，在芝加哥制做出一个与该殿大小相同的模型。洛克菲勒又在中国搜集大批佛像和法器，于1931年使用专轮运到芝加哥，在复制的万法归一殿内展出。20世纪末至21世纪初，瑞典建筑师麦克思·吴雷和几位专家成立了一家基金会，已经从美国印第安纳大学手中购买了当年复制的万法归一殿全部构件，准备在斯德哥尔摩国际文化研究中心组装复建。麦克思·吴雷曾在1989年到承德同主管部门协商，对万法归一殿进行实地考察。
1961年，普陀宗乘之庙被列为第一批全国重点文物保护单位。1994年，包括普陀宗乘之庙在内的“承德避暑山庄及其周围寺庙”被联合国教科文组织登录为世界遗产。
21世纪初，在普陀宗乘之庙大红台上的“御座楼”推出了民族宗教歌舞《普陀之光》，展现了普陀宗乘之庙落成、皇帝庆寿、土尔扈特部回归等重大历史事件。该歌舞每天上午在“御座楼”为游客表演。

## 建筑

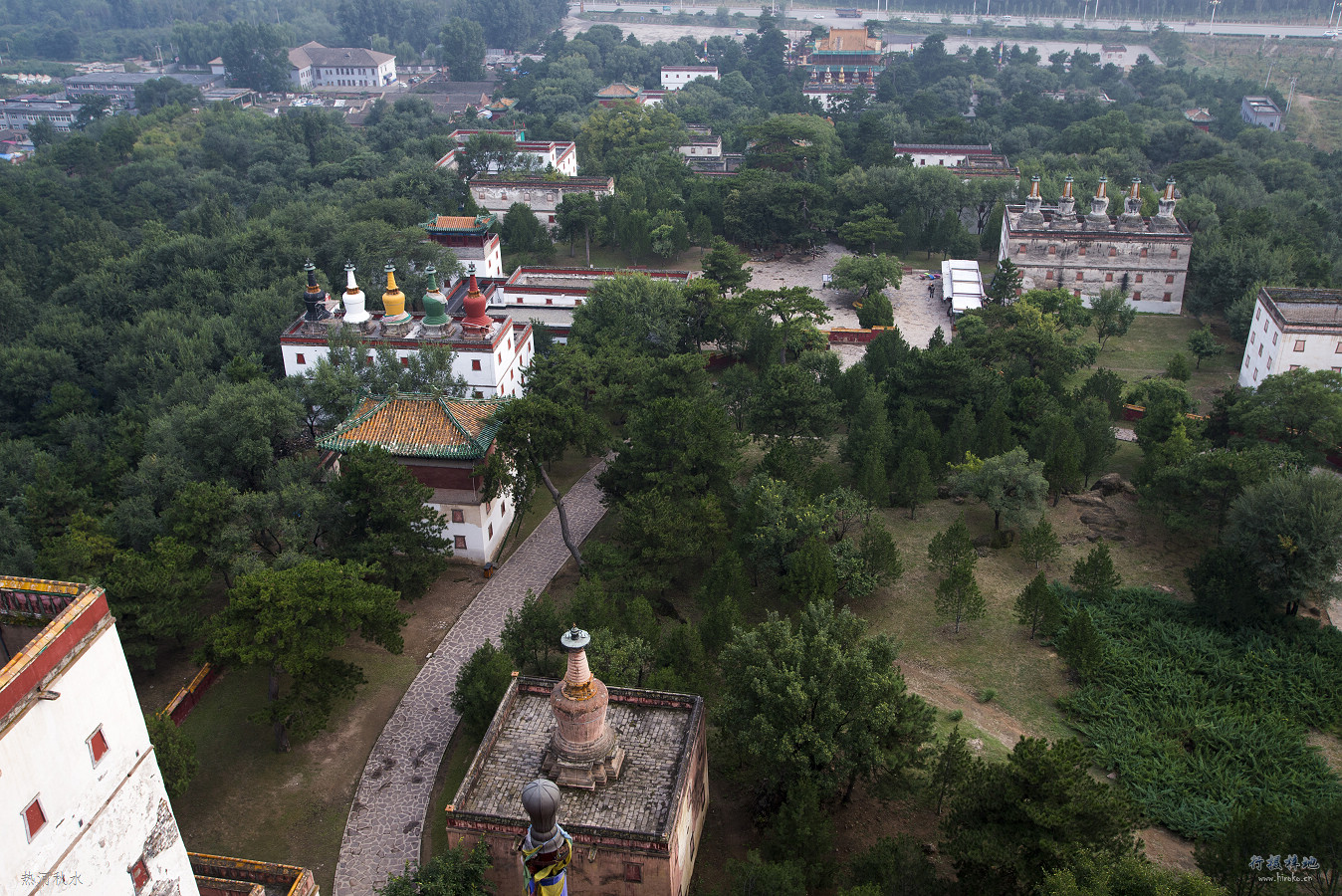
向南俯瞰寺院，山上散落着白台

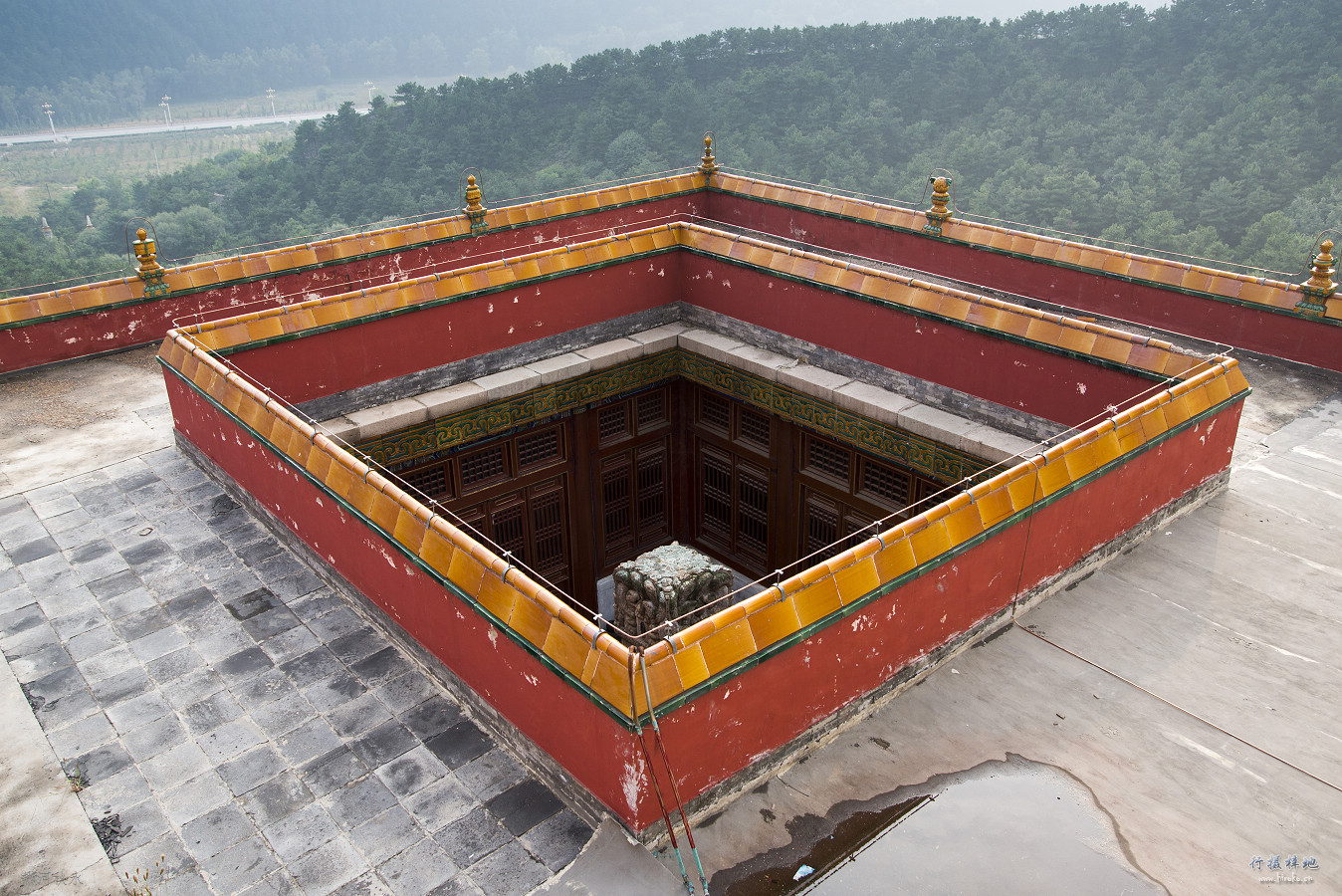
大白台西部的千佛阁。天井内有御制《千佛阁碑记》

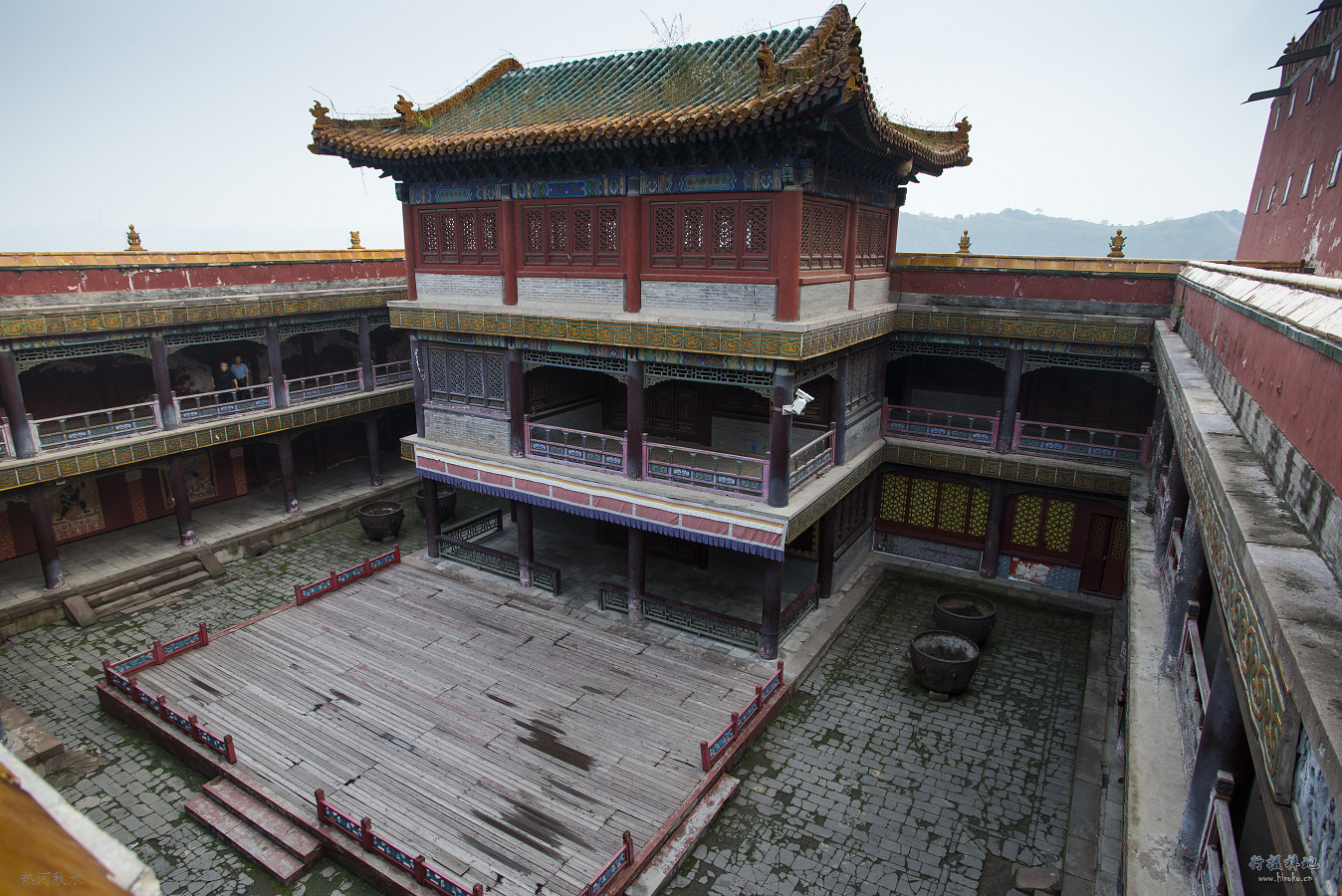
东红台御座楼和群楼

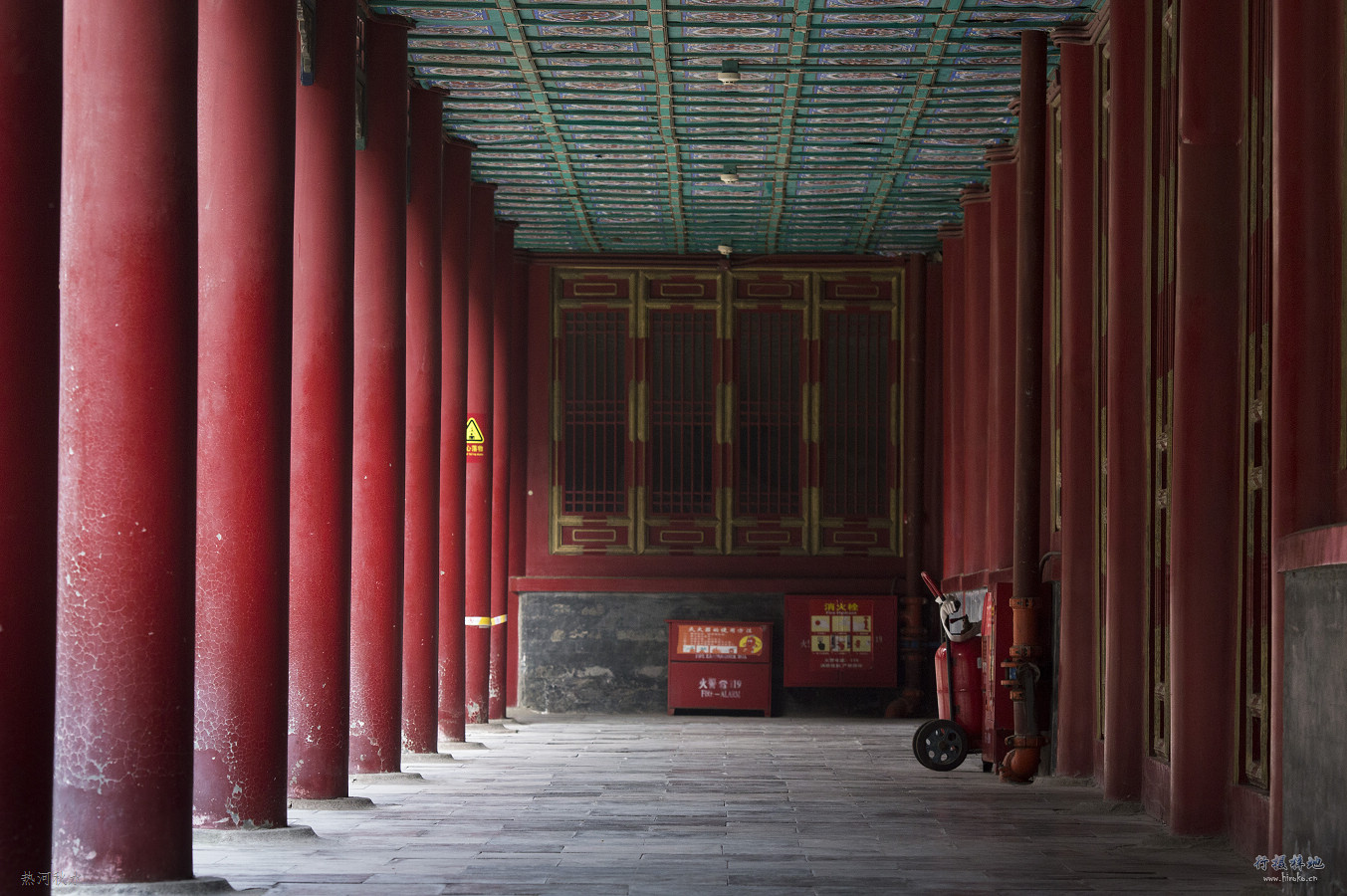
大红台群楼南侧 “秘密胜境”的廊柱

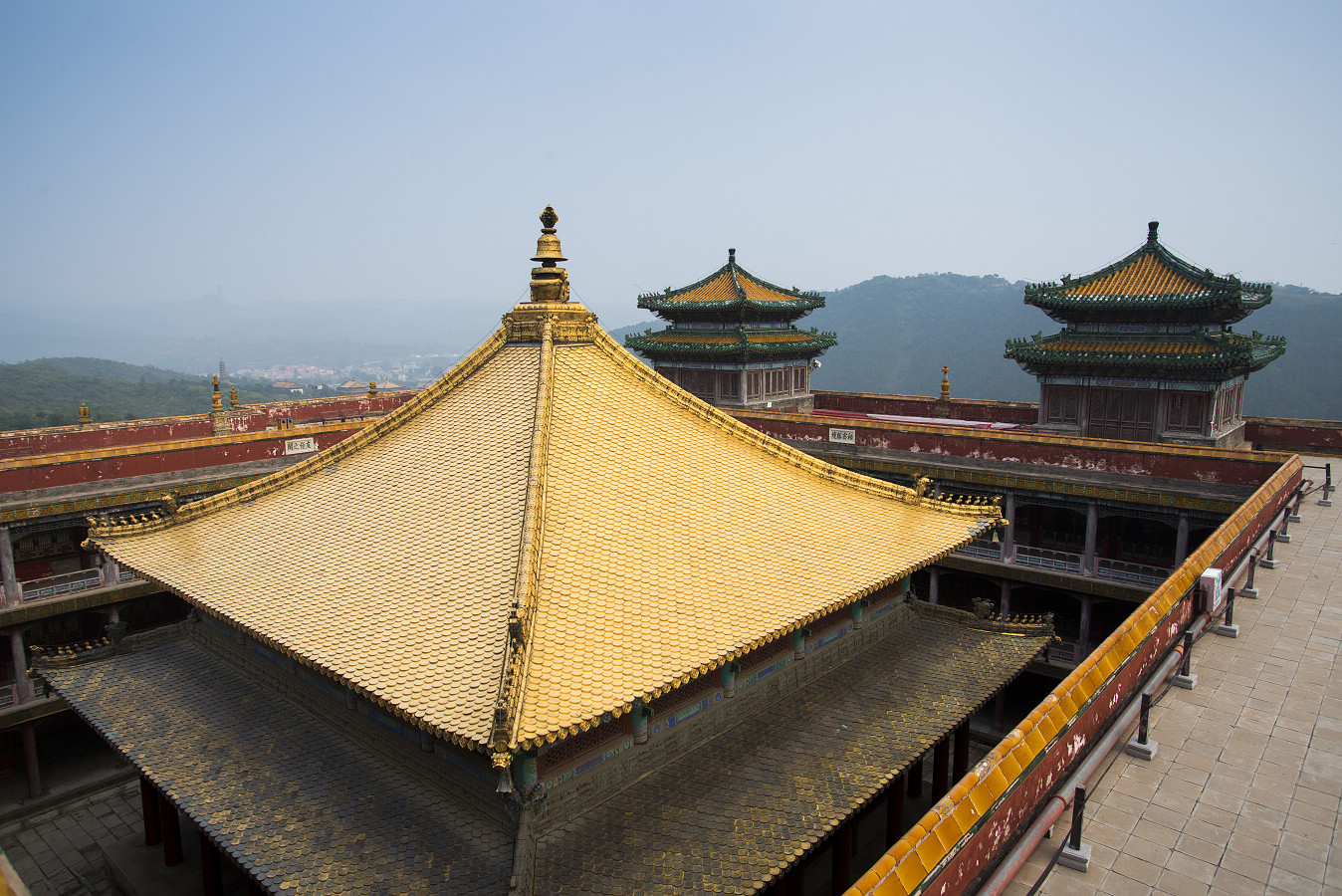
大红台万法归一殿金顶

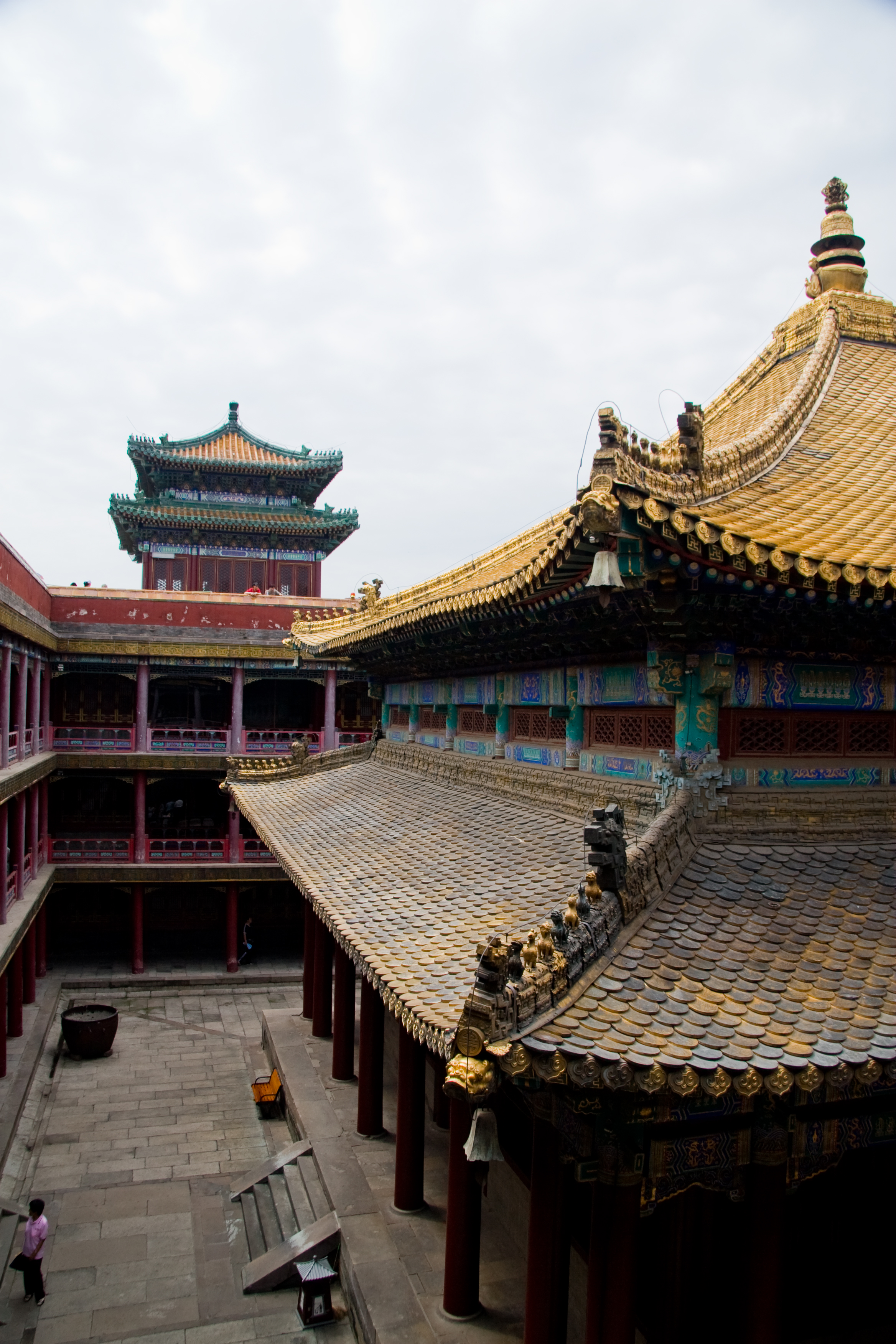
大红台万法归一殿和群楼

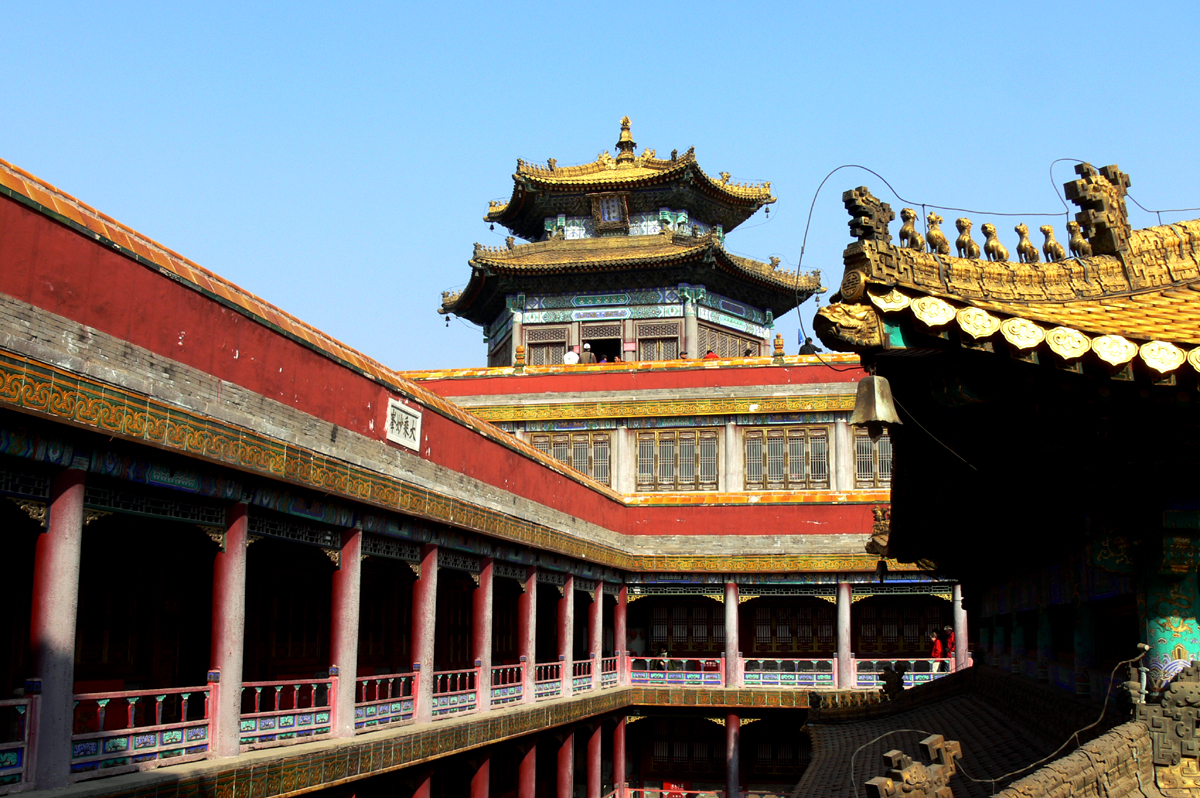
大红台万法归一殿和群楼、碉楼、慈航普渡亭

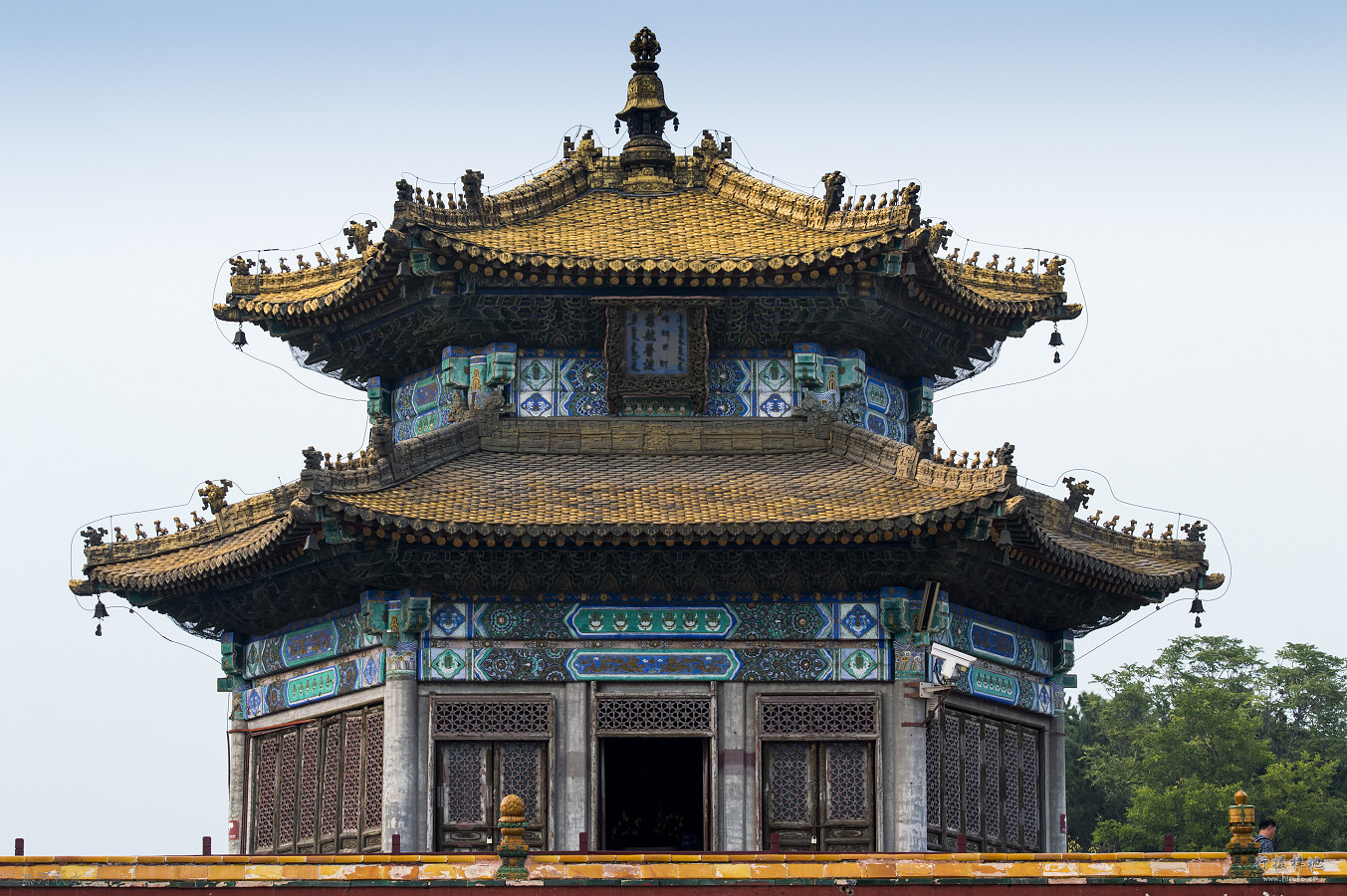
慈航普渡亭

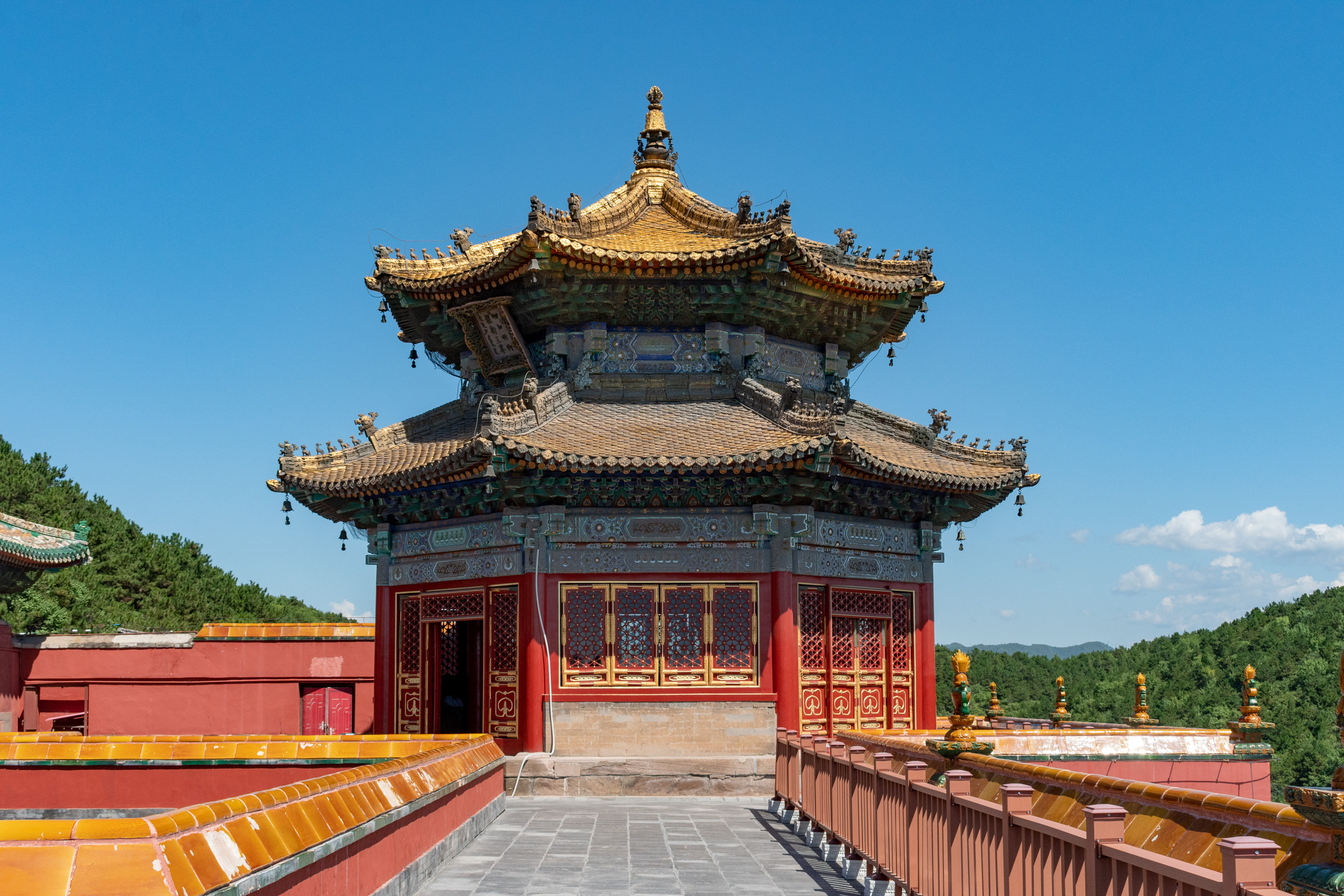
权衡三界亭

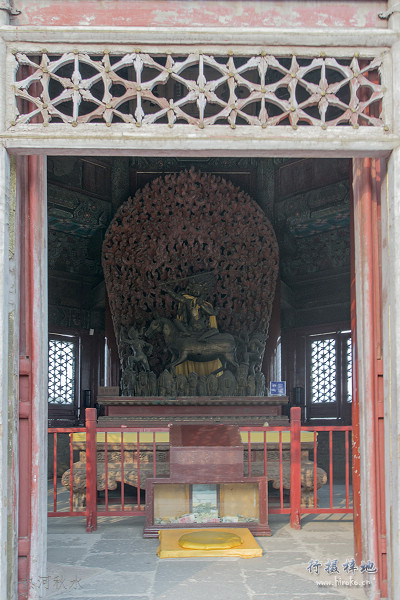
权衡三界亭内展出的吉祥天母像

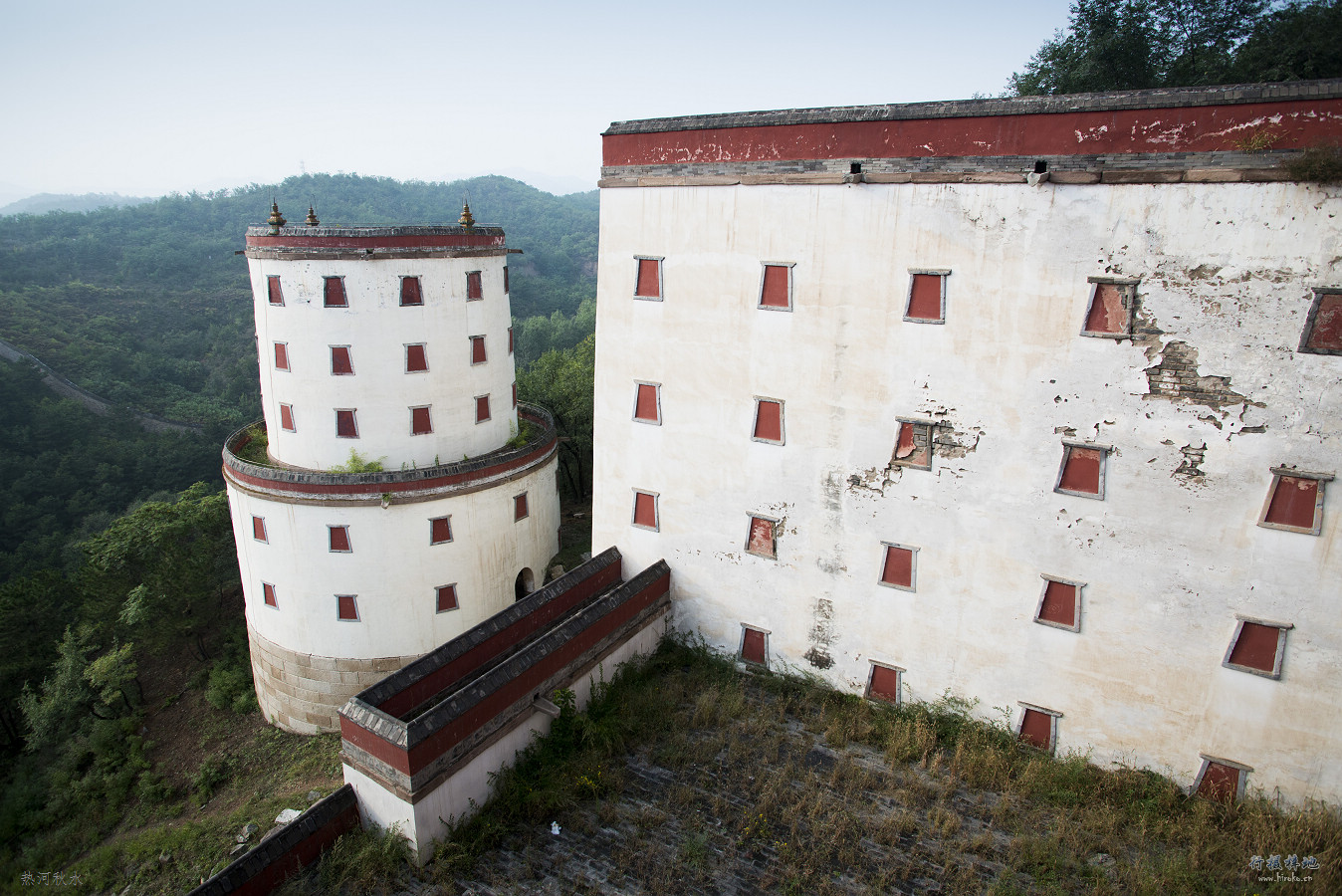
大白台及其西侧的圆形碉楼

普陀宗乘之庙占地面积约22万平方米，由一道曲折蜿蜒的宫墙包围。共有建筑60多处，依山峦地势建筑，色彩鲜明，气势雄伟，是中国古代皇家寺庙中的代表作。主要建筑包括：山门，碑亭，五塔门，琉璃牌楼，白台，大白台，大红台，东红台等等。
- 石桥：庙前有一座五孔石桥，横跨狮子沟。过桥来到山门前的广场。[3]
- 山门：是一座清式与藏式结合的建筑，藏式三券门白台之上，有清式城楼。白台为砖石结构，前开三券门，券门上有一层盲窗。白台上四周砌雉碟，中央是清式城楼，面阔五间，进深两间，单檐庑殿顶，黄琉璃瓦绿剪边，前后设廊，廊内置槛窗，两侧封实壁。城楼内供奉护法神，自左至右依次为四面护法神、章古鲁蓬护法神、大黑天玛哈嘎拉护法神。山门前有一对石狮。山门的东西两侧有该庙的宫墙各连接一个腰门。腰门东西外侧有宫墙各连接一个隅阁（角楼），实墙白台砌盲窗，顶部起雉碟，供守望用。[2][3][4]
- 碑亭：入山门后中轴线上的第一座建筑。砖拱结构，平面为方形，三开间。封实壁，外墙为红色，四面开券门。汉白玉须弥座台基，四出踏道。黄琉璃瓦重檐歇山顶。碑亭正面券门左右各安有金色转轮。碑亭内立有三通石碑：中央为乾隆三十六年御制《普陀宗乘之庙碑记》龙纹边石碑，记述普陀宗乘之庙乃为庆祝圣母皇太后八旬万寿而建，庙制仿西藏而非仿南海普陀寺，文后附乾隆帝《吾闻瞻部洲，古德有道场》御制诗一首；东为《土尔扈特全部归顺记》，西为《优恤土尔扈特部众记》，记述土尔扈特部回归中国及清廷对该部的抚恤，碑文用满、汉、蒙、藏四种文字镌刻，汉文是乾隆帝御笔。[2][3][4]
- 五塔门：高10多米。藏式白台，中有拱门3座，正中拱门上方嵌有乾隆帝题额“广圆妙觉”，白色墙上设有三层17个梯形红色盲窗。白台之上排列有五座喇嘛塔，自西向东分别为红、绿、黄、白、黑色，用彩色琉璃砖砌筑。门前有石象一对。五塔门是藏传佛塔过街塔的一种形式。[2][3][5]
- 琉璃牌楼：五塔门之后，沿着曲折的石砌冰纹雨路前行不远，是一座清式三间四柱七楼三券门红黄绿琉璃牌楼。三券门以汉白玉为边饰，牌楼上七楼，计一正楼、二次楼、二夹楼、二边楼，覆盖黄色琉璃瓦，正楼次楼用歇山，二夹楼用夹山，二边楼外侧用歇山内侧用夹山。各楼覆盖绿琉璃瓦，单翘单昂斗拱。明间正楼前额有乾隆帝御题“普门应现”四汉字和相应满文，后额为“莲界庄严”，二次间额各镶黄琉璃双龙戏珠图案。牌楼前有月台，周围砌女儿墙，正中及左右设有踏道，月台上还有石象一对。[2][3]
  - 东、西侧门：该庙东、西宫墙上各连有一个白台，相互对称，白台中间辟门，上起庑殿，供僧人进出使用。两门位于五塔门以北、琉璃牌楼以南的东、西两侧。[4]
- 白台：藏式平顶碉房形制的白台现存30余座，分布在从碑亭到大红台的道路两侧，层高一至四层的都有，以二、三层者居多。白台大多用汉式砖混结构法式，以白灰抹面，青砖镶边，外墙设有红色盲窗，淌水长瓦从上檐挑出。白台分别为殿台、楼台、敞台、实台，形制和功能各不相同。有的两座白台组成一个院落作为僧房；有的台上建有汉式殿堂，作为佛堂、钟楼使用；有的台顶设置舍利塔，其中有的是单塔，也有两座靠近大红台处的白台上是五塔；有的白台砌成实心，起点缀作用。[6][3][4]
- 罡子殿（中罡子殿）：位于琉璃牌楼以北，四面砌有藏式碉房高墙，墙面设有三层盲窗。东、南是一层僧房。西砌蹬道。北面的僧房顶上起庑殿，单檐绿琉璃瓦顶，面阔五间，进深两间，殿内供奉吉祥天母、四面护法神、大梵天。[4]
  - 东罡子殿（东殿）：位于罡子殿东，平面呈“乙”字形，两层。该殿原来是僧房，现在供奉五尊密宗无上瑜伽密乐空双运双身修法像。东侧自北至南依次为金刚佛母、大威德金刚、密聚金刚、胜乐王金刚、恶度金刚。[3][4]
  - 西罡子殿（西殿）：位于罡子殿西北的一套院落，为经堂，平面呈“厂”字形。正南辟有门。北房两层，硬山灰瓦顶，其内供奉吉祥天母骑骡鎏金铜像。该吉祥天母像原来在权衡三界亭供奉，文化大革命后移到此殿展出。吉祥天母像是镏金铜质，高116公分（5尺6寸6分），骑骡子，前后有两个兽头人身的小造像，底盘是大海。全组造像用红铜1196斤（约600公斤），头等金叶57两，用6425个工日，花费1100多两白银。该像表情狰狞。吉祥天母像西侧供奉长寿佛九尊，药师佛12尊，都是铜质。[3][4]
- 大白台：大红台下部为大白台，二者形成鲜明的色彩对比。大白台宽约150米，高约18米，占地面积约万余平方米，容积18万余立方米，实心，下部用花岗岩条石砌筑，上部砌砖，白灰抹面。大白台外立面设有三至五层红灰抹成的藏式梯形盲窗，其中正立面设有三层梯形盲窗。从大白台前的东西两侧，沿着石阶登道可来到第一个平面——大白台顶，大白台顶上置有四个大铸铁水缸、四个大石雕幢竿座。大白台顶巨大，视野十分开阔。[2][3]
  - 千佛阁：位于大白台西部，有汉式琉璃垂花装饰，四周有围廊（围廊现已坍塌）。阁内供奉蒙古王公向皇太后敬献的千尊佛像，中立乾隆三十五年御制《千佛阁碑记》。阁内有条幅：“妙相合瞻干利资诸福，繁釐同祝万欢洽群藩。”[3]
  - 文殊胜境殿：位于大白台东南角，是藏式建筑，面阔五间，进深三间。[3][4]
  - 哑叭院：位于大白台以东，是皇帝来该庙上香时僧人回避之所。[4]
- 东红台：从第一个平面——大白台顶绕大红台登踏道，可到达第二个平面——东红台，其周围便是二层群楼，群楼空井靠南为御座楼，坐南朝北，三层，方三间，琉璃瓦顶，为戏台。[2][3][4]
- 大红台：位于大白台之上，是普陀宗乘之庙的主体建筑。从避暑山庄的山区眺望，可见一座红色长方形的宏大建筑，巍然矗立在群山之中，这就是大红台。大红台高约25米，上宽58米，下宽59米，略呈正梯形，容积大约9万余立方米。墙面抹灰后涂红。大红台共7层，其中一至四层为实心。大红台正面（南面）排列七层窗户，其中最下一层是汉式横长方形窗，第二至四层是藏式梯形盲窗，第五至七层间隔开藏式真窗、盲窗。大红台正面正中央自下而上依次嵌饰黄绿琉璃佛龛六个，汉式手法，均饰有黄紫相间的琉璃幔帐，每个佛龛内置琉璃无量寿佛像各一尊。大红台顶上周砌女儿墙，其中东、西、南三面的女儿墙外侧下部嵌有80个黄琉璃佛龛，供奉80尊琉璃无量寿佛像，寓皇太后八十寿辰之意。女儿墙中央置琉璃八宝、喇嘛塔。女儿墙转角部位安有宝瓶，上插铁旗。女儿墙拔檐石下置有排水长槽。[2][3][4]
  - 万法归一殿：为整个寺庙的主殿。通过东红台御座楼登踏道向上，为第三个平面——万法归一殿。万法归一殿在大红台群楼空井正中，是一座正方形七进间大殿，四角稍间收进一半，重檐四角攒尖顶，上覆鎏金鱼鳞铜瓦，四条屋脊饰有波状鎏金瓦，藏式法铃宝顶，殿顶使用头等金叶14000多两，金碧辉煌。大殿回廊，雕梁画栋。该殿是清朝皇帝和各少数民族领袖礼拜之所。迎门是铜珐琅菩提塔，塔中央的紫檀反花佛龛内供奉弥勒佛。东西两侧是紫檀寿字塔。塔前的供桌上有五供、八宝、珊瑚树等物，均为该殿内的原物。靠北摆放的屏风上，原来有一幅高10米（三丈）、宽3米（一丈）的巨幅缂丝缎绣佛挂像，但在中华民国时期被军阀盗走。[2][3][4]屏风前原供奉释迦牟尼像，再前供奉宗喀巴像，大殿两侧供奉达赖和宗喀巴像，都是紫铜质地。[4]现在屏风前的无量寿佛以及两侧的八大菩萨、宗喀巴等铜像均是从群楼内移来，并非该殿内的原物，这些铜像每尊重约半吨。[2][3]殿内面北横额一是“净性超乘”，二是“妙德圆成”；面南横额是“万缘普应”。殿内条幅有“狮座具神威咸钦奋迅，鹫风瞻相好普现庄严”；“法界朔中台臻大欢喜，化身现上塞护妙吉祥”；“总持初地法轮资福胜因延上塞；广演恒沙梵乘能仁宏愿洽新藩”；“梵教流传宗递演，化身应现慧常融”。[4]
  - 群楼：大红台内的五至七层为三层群楼，每层44间，四面合围，围绕着中央的万法归一殿。群楼南部进深三间，通天柱四排；群楼北部中五间进深四间，通天柱五排；群楼西侧通天柱四排，进深两间半，群楼东侧通天柱三排，进深两间。群楼东、西、南、北的横额分别是“庋经之阁”、“大乘妙峰”、 “秘密胜境”、“极乐世界”。群楼一层分别置石雕坛城六座，为如来佛、观音菩萨、无量寿佛、释迦、大威德金刚、喜金刚的坛城。群楼的条幅有“璎曼垂护花龛彩，狮象驯依鹫岑辉”；“佛刹现乾城法资筏喻，禅宗开震旦教演传灯”；“以此无量慈同参不二，喻比有为法普度大千”；“统须弥界天护持常住，遍华严海会应现随方”；“秘印妙持超四果，圆光正觉示三乘”；“现法化报身昙霏遍荫，统先中后际象教同持”；“初地相光全总持一化，诸天梵香聚共演三摩”；“般若相常融聚五福德，菩提心并证增八吉祥”；“觉观印圆通能仁普示，识田语清净妙智同修”；“功德示经文香薰檐葡，庄严瞻相好光映琉璃”；“持法利身心众生并济，随缘施愿力一切常圆”；“佛光普护三千界，寿域常开万亿春”；“宝树交辉香不断，祥轮常转法无边”。大红台群楼頂部西北角建碉楼，实心，作为装饰。[3][4]
  - 慈航普渡亭：位于大红台群楼頂部平臺西北角，碉楼以北。是一座重檐六角形亭，顶覆鎏金魚鱗铜瓦。二层正面外檐下悬挂“慈航普渡”匾额。二层有匾额“普胜三界”，亭内有匾额“示大自在”，条幅“水镜喻西来妙观如是，月轮悟南指合相云何。”[2][3][4]
  - 洛伽胜境殿：从大红台群楼二层可达东红台北面的洛伽胜境殿。[3]位于权衡三界亭以西，面阔五间，进深一间。[4]
  - 权衡三界亭：从洛伽胜境殿可达东北角的权衡三界亭。该亭为重檐八角形亭，顶覆鎏金鱼鳞铜瓦。亭内原有的吉祥天母像，已迁移到西罡子殿展出。二层正面外檐下悬挂“权衡三界”匾额。亭内有匾额“精严具足”，条幅“法界现神威即空即色，梵天增大力非住非行。”[3][4]
- 圆形碉楼：位于大白台的西侧。

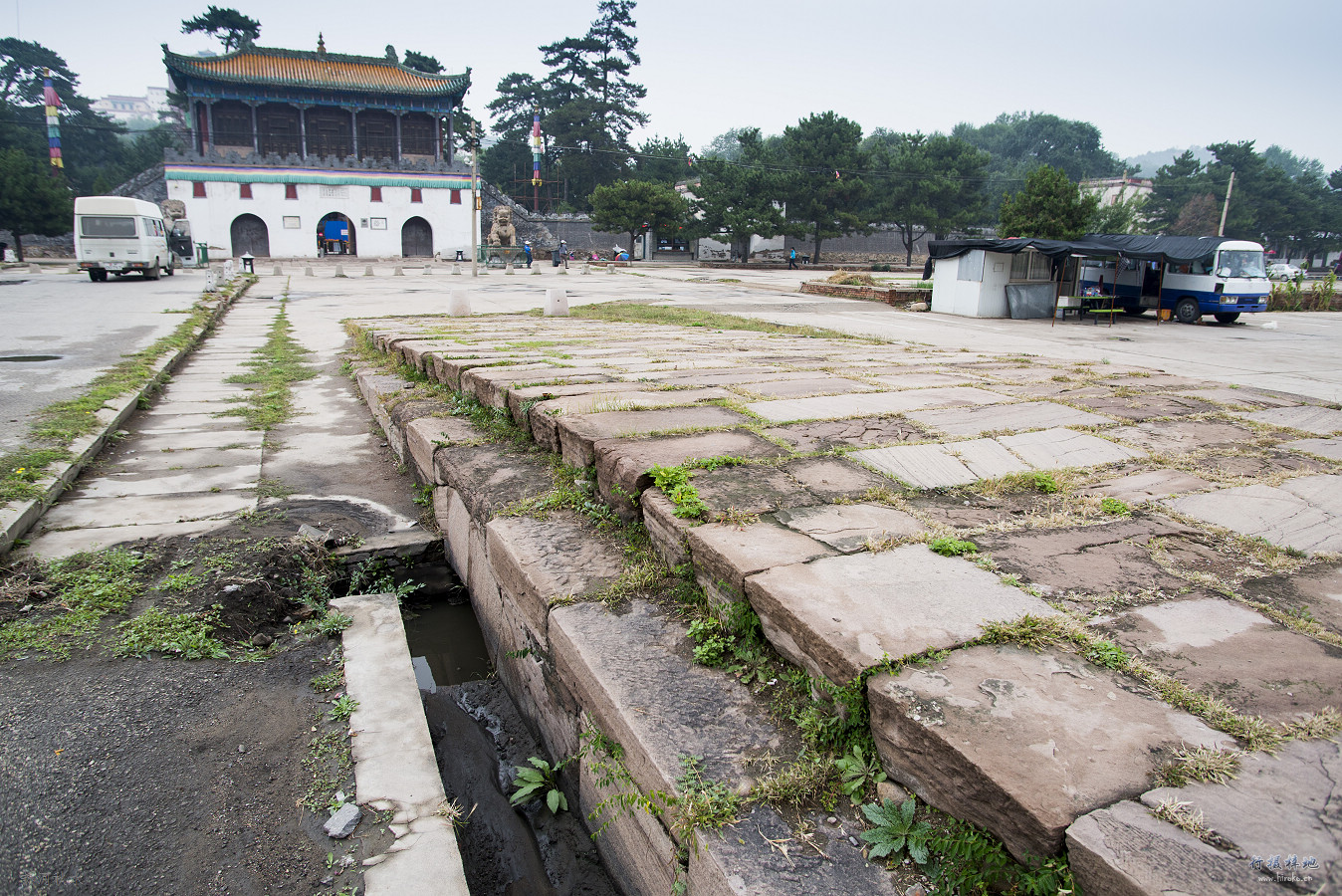
山门及门前的五孔石桥
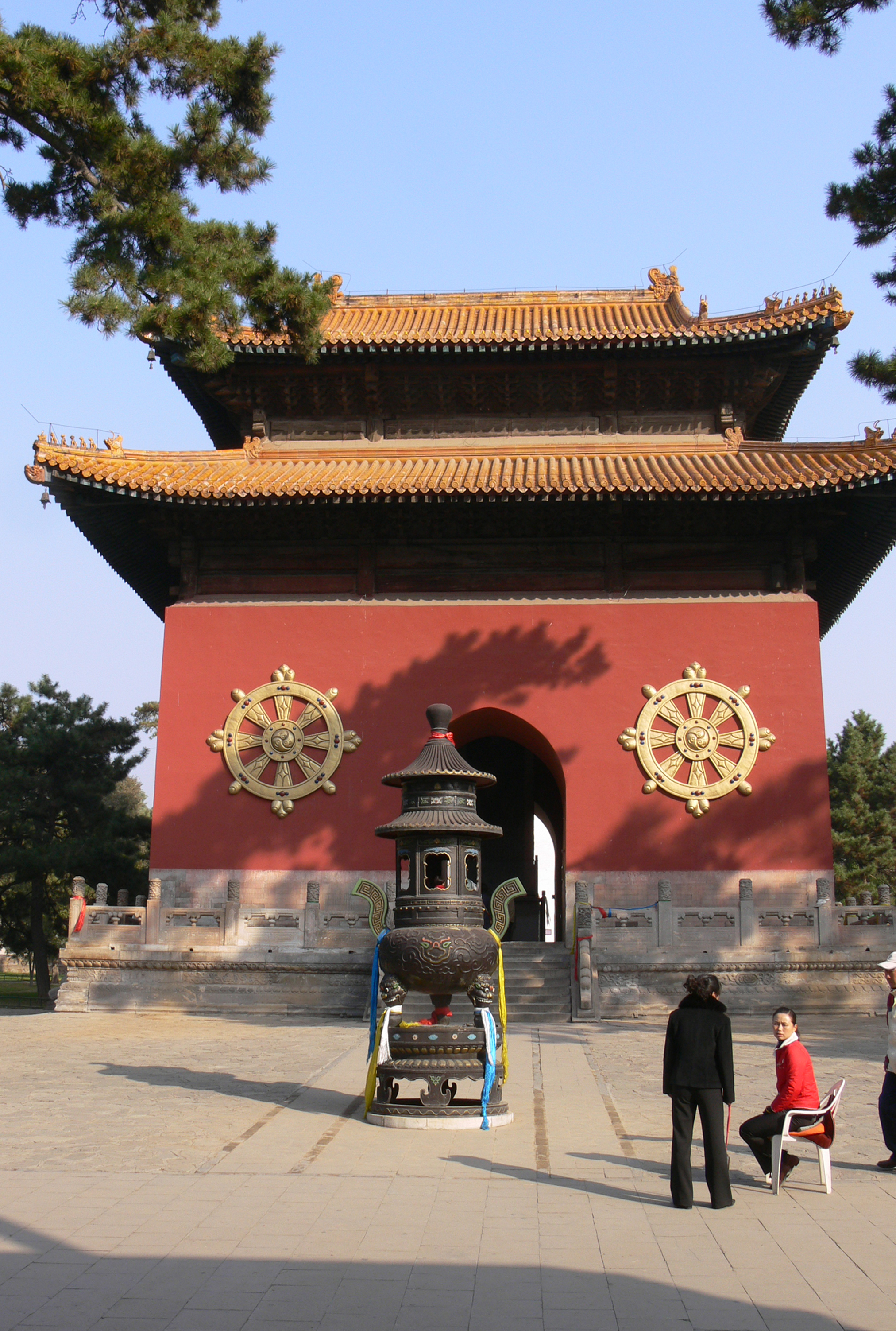
碑亭
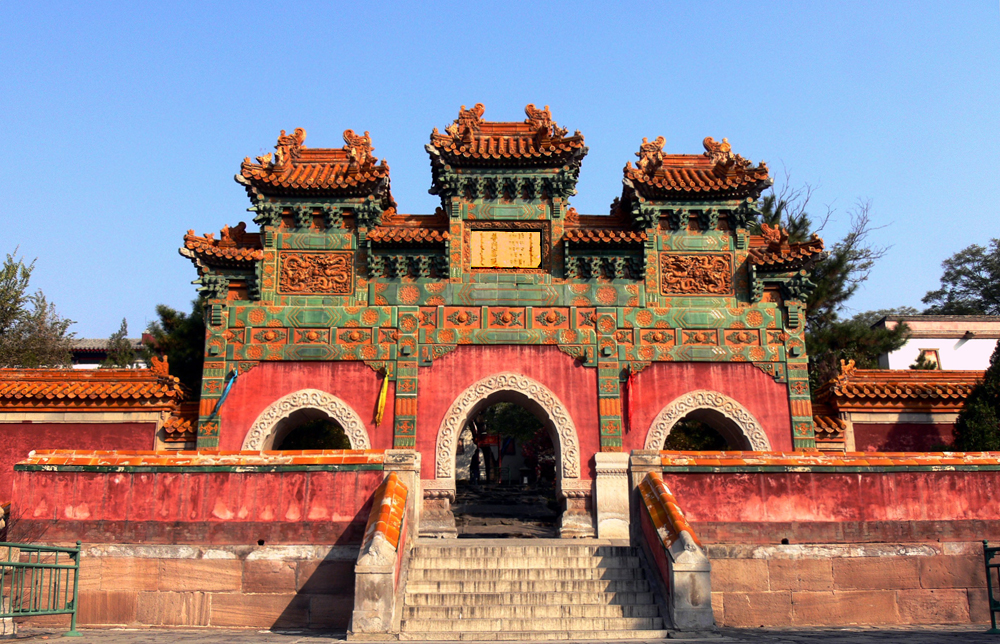
琉璃牌楼
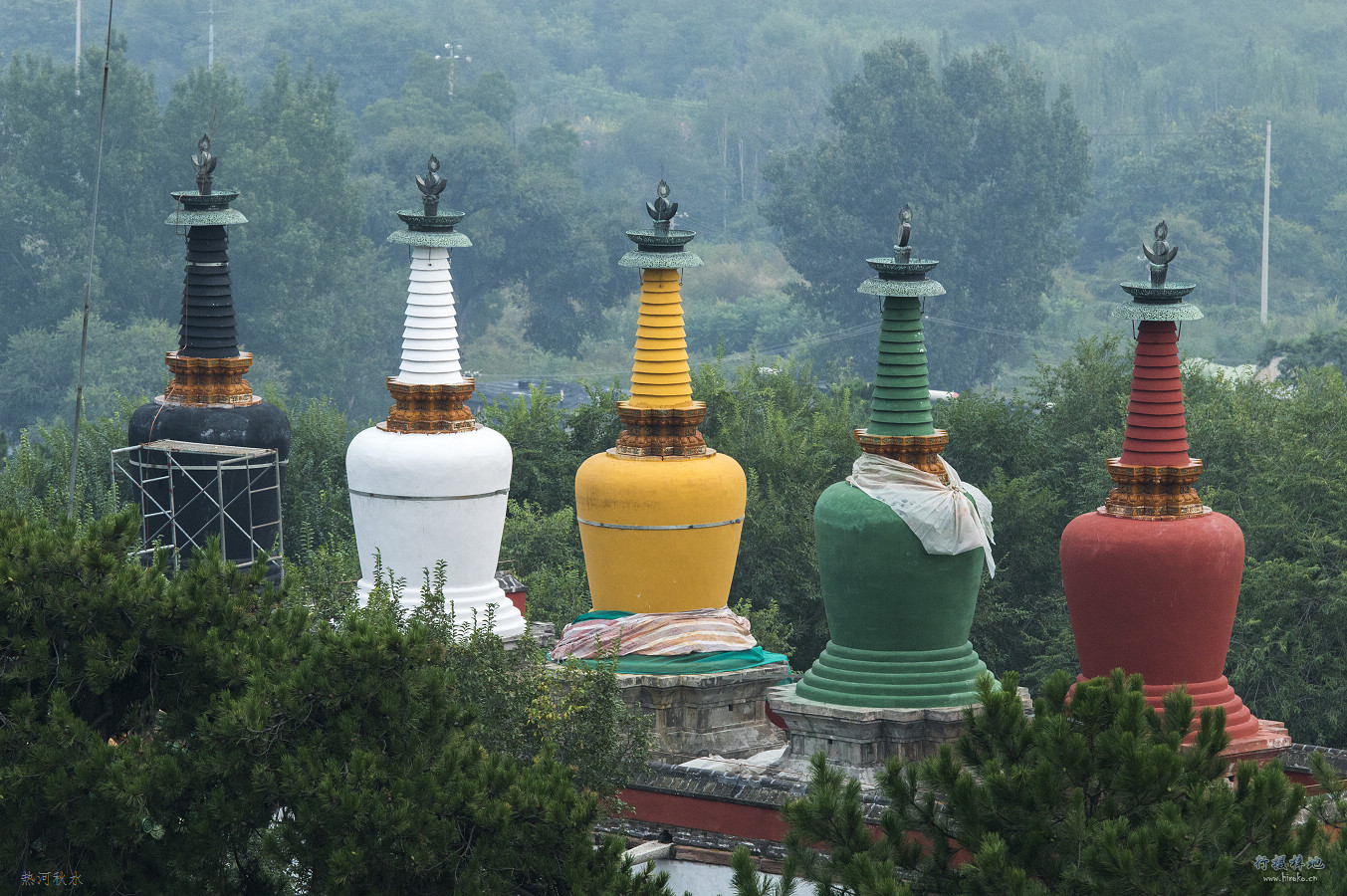
一座白台上的五塔
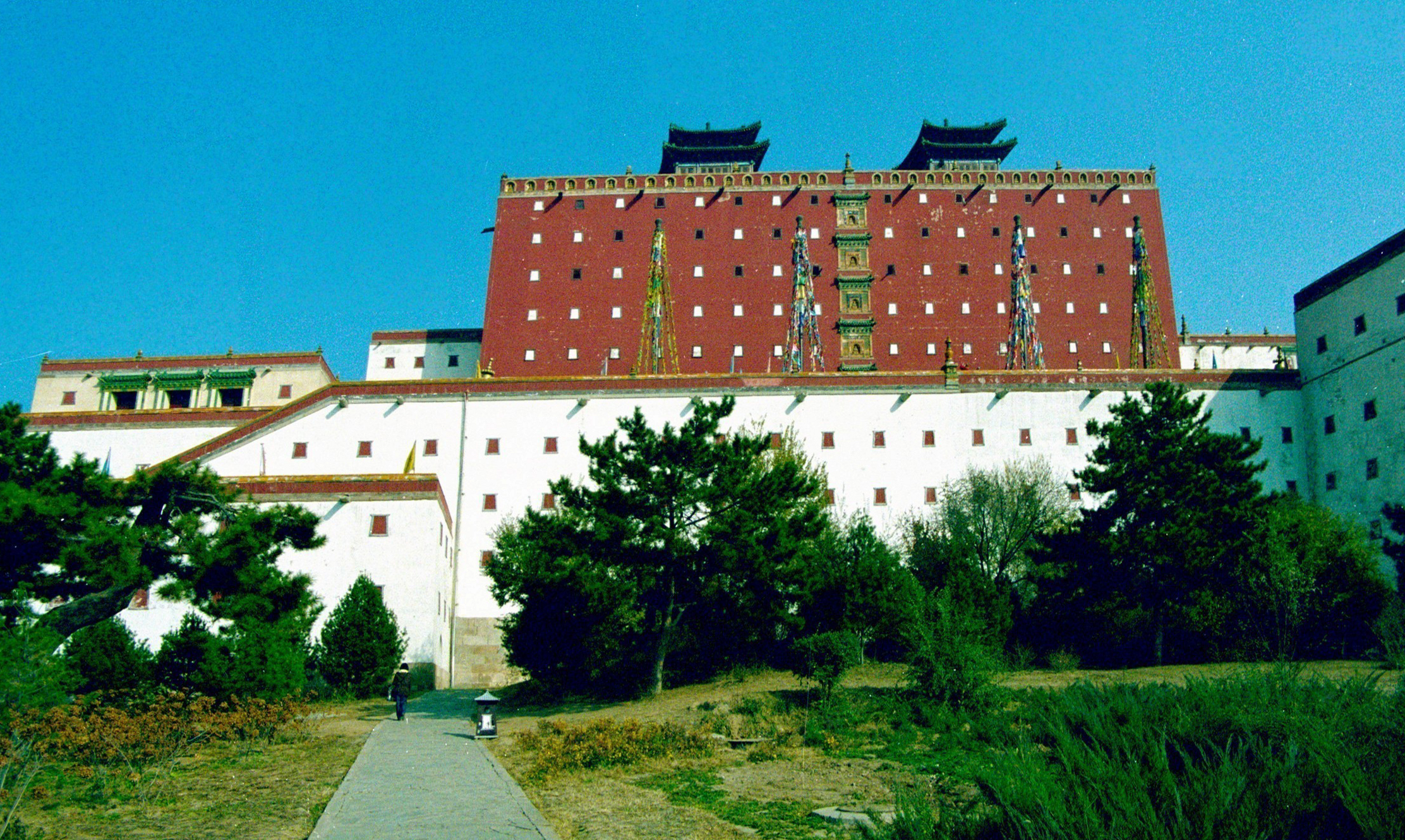
大红台、大白台
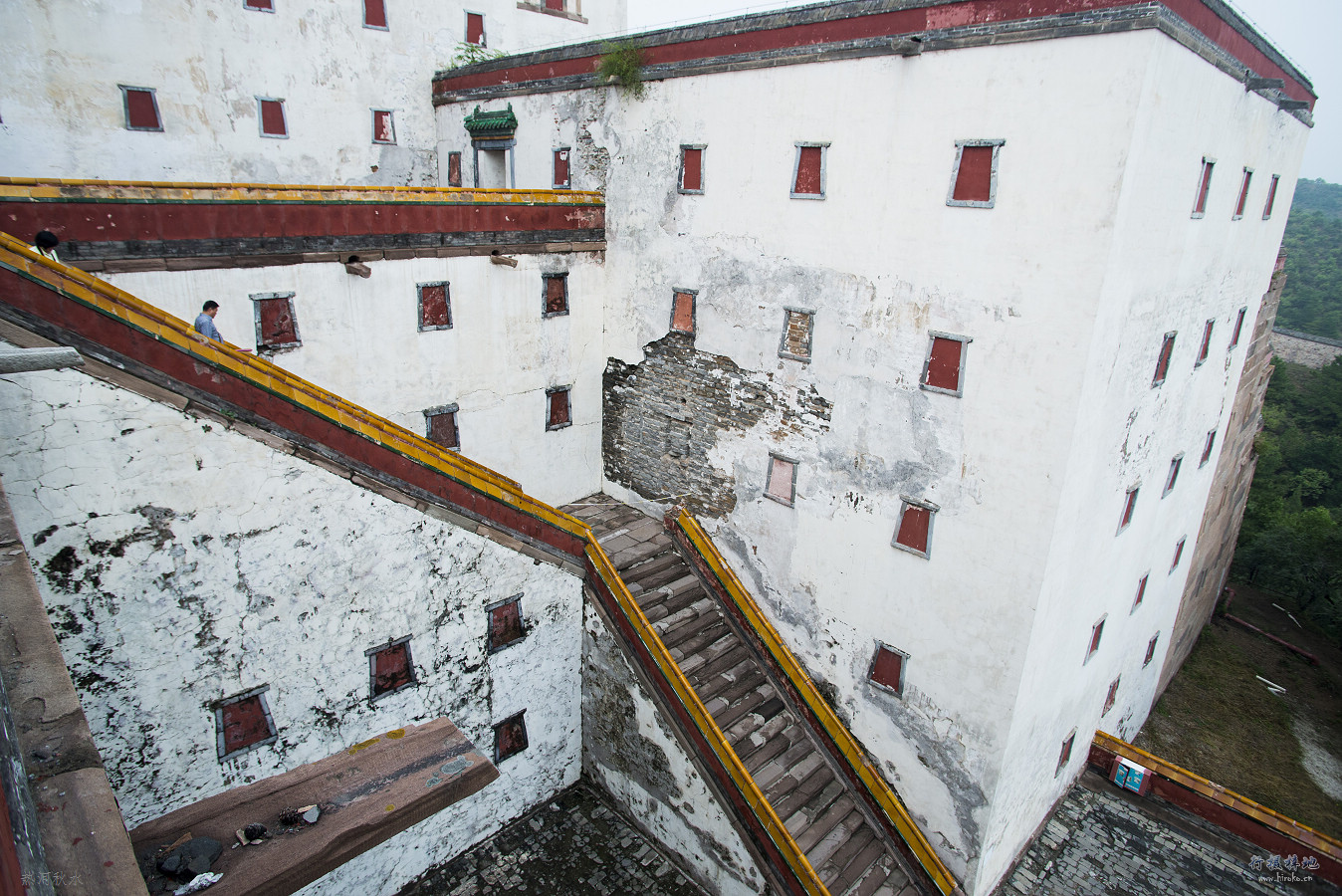
大白台东侧的哑叭院
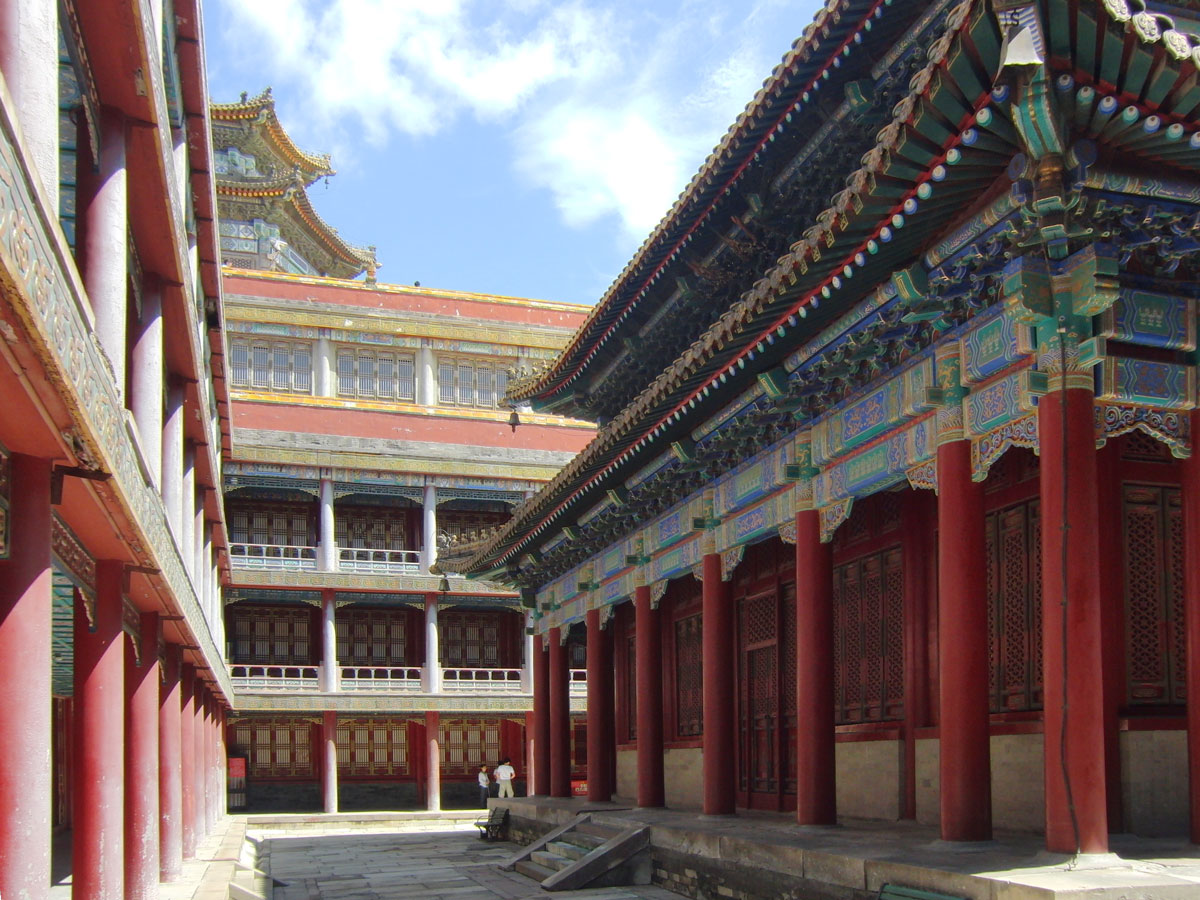
大红台万法归一殿和群楼、碉楼、慈航普渡亭
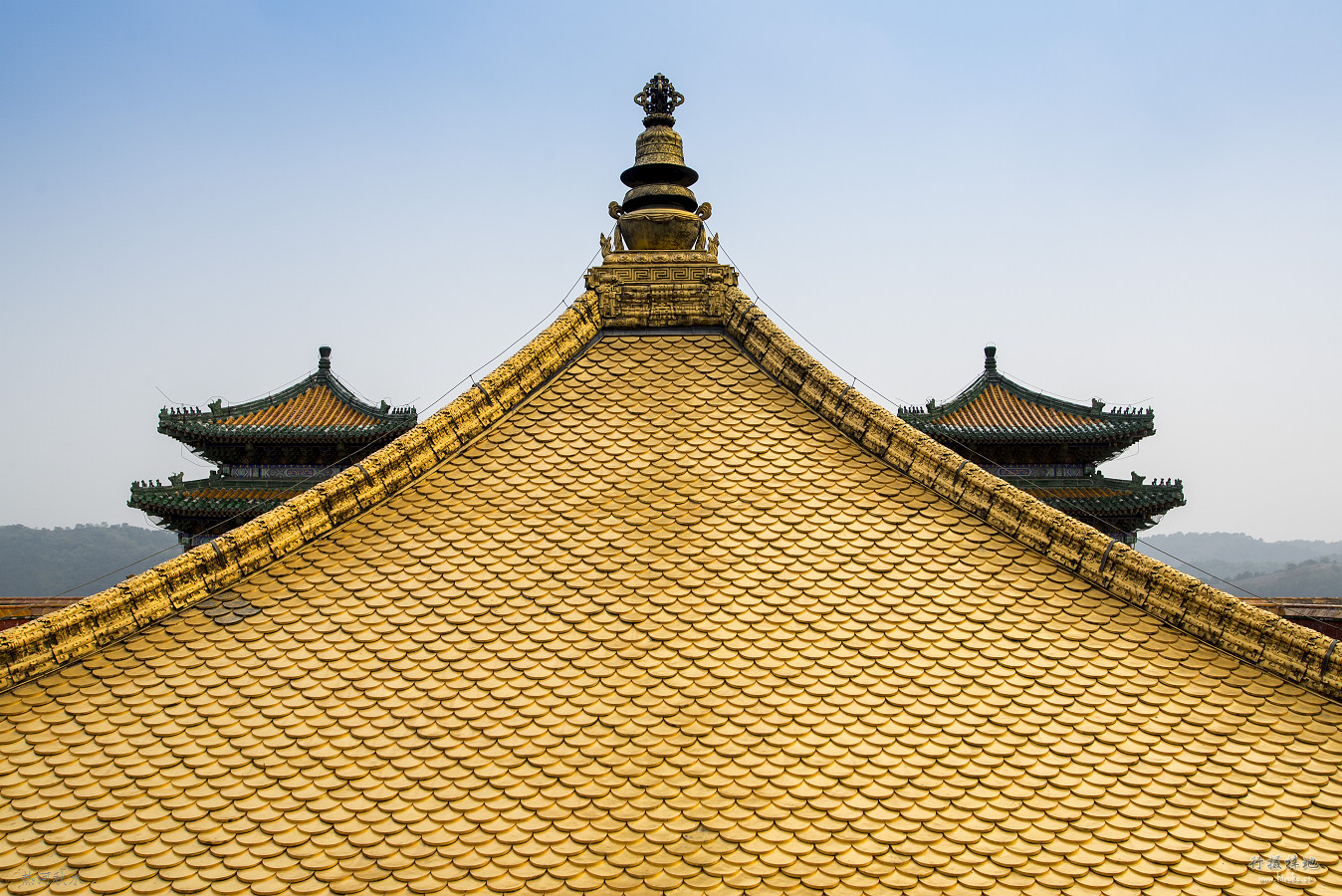
大红台万法归一殿金顶
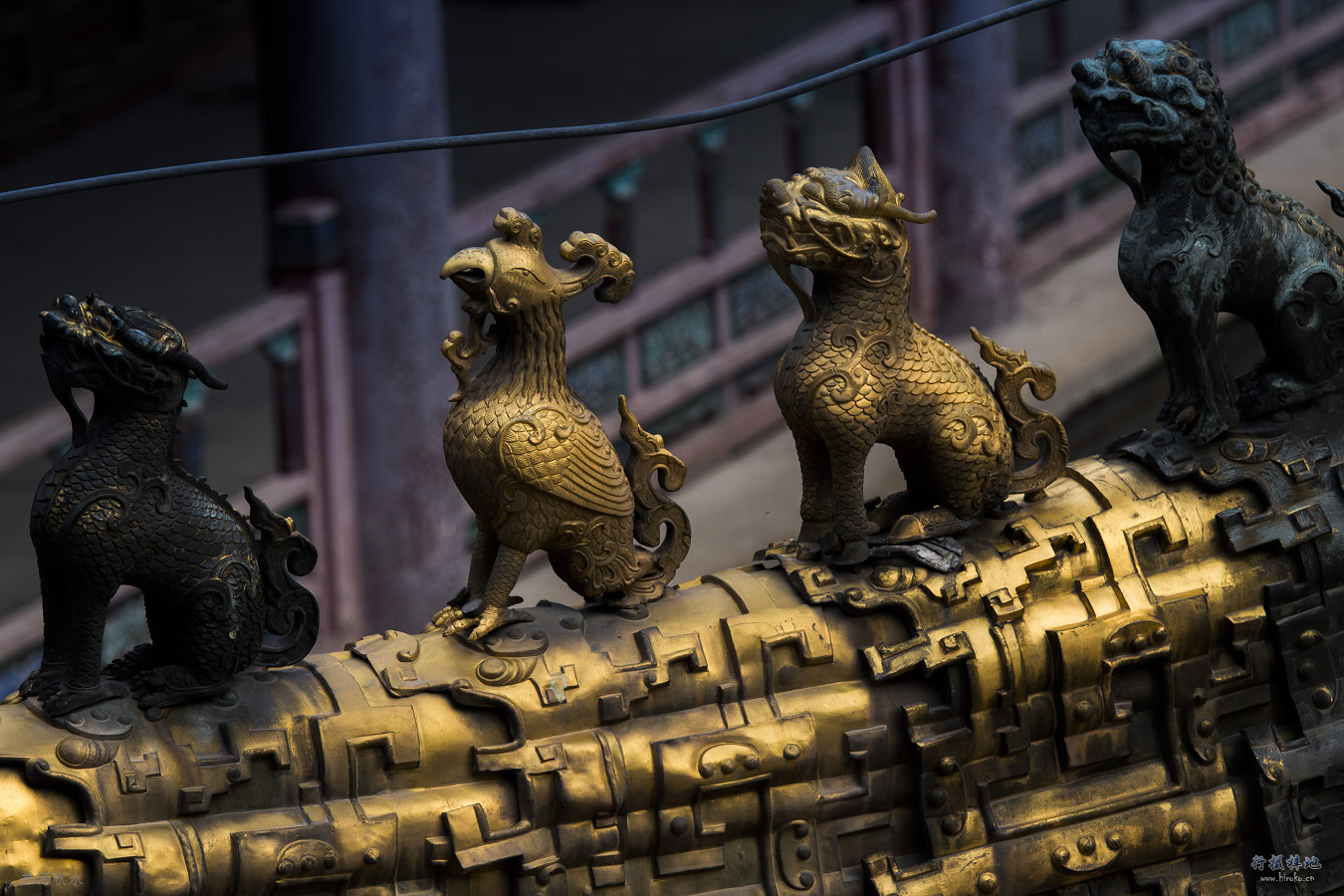
大红台万法归一殿脊兽
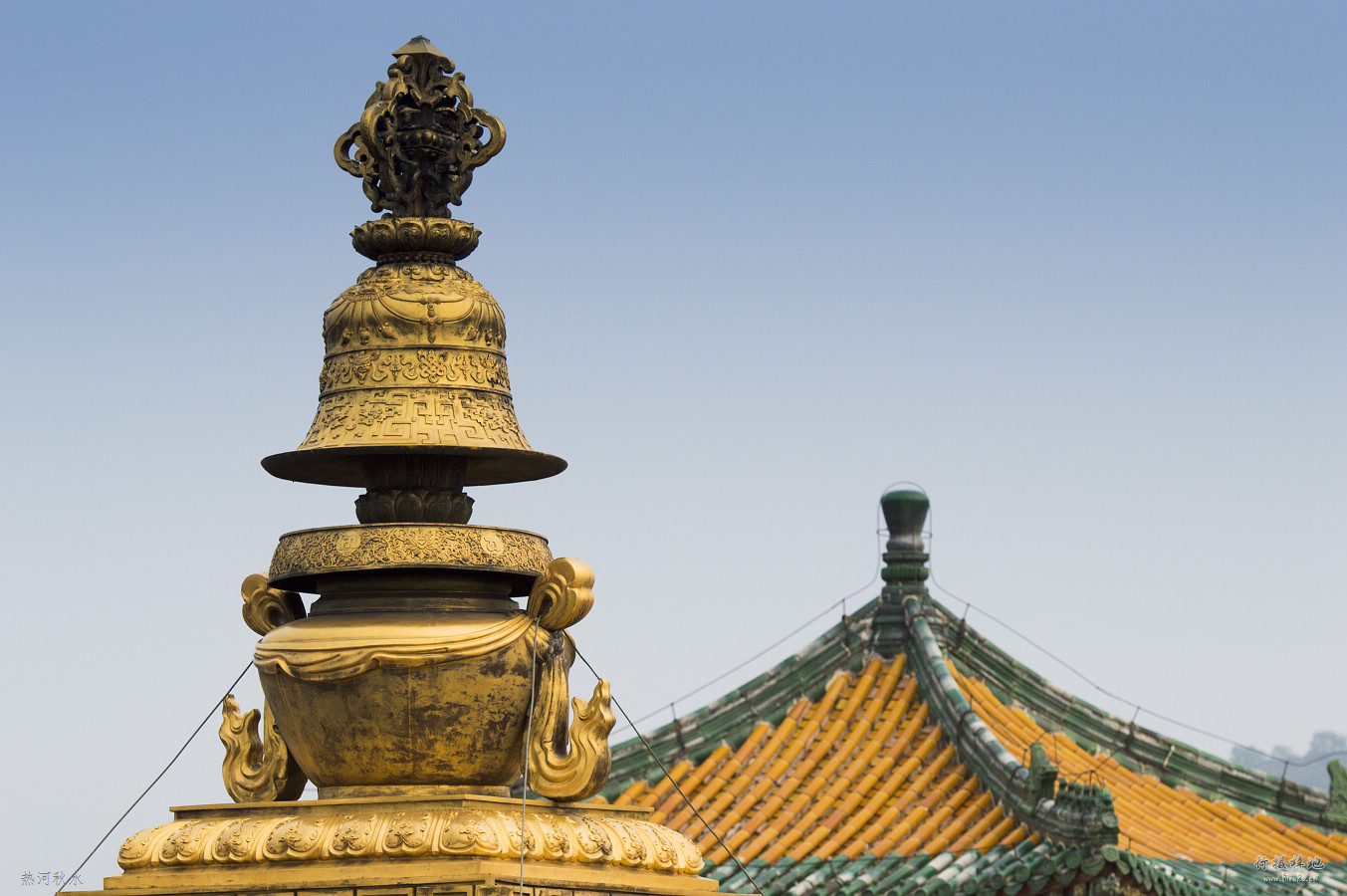
大红台万法归一殿宝顶
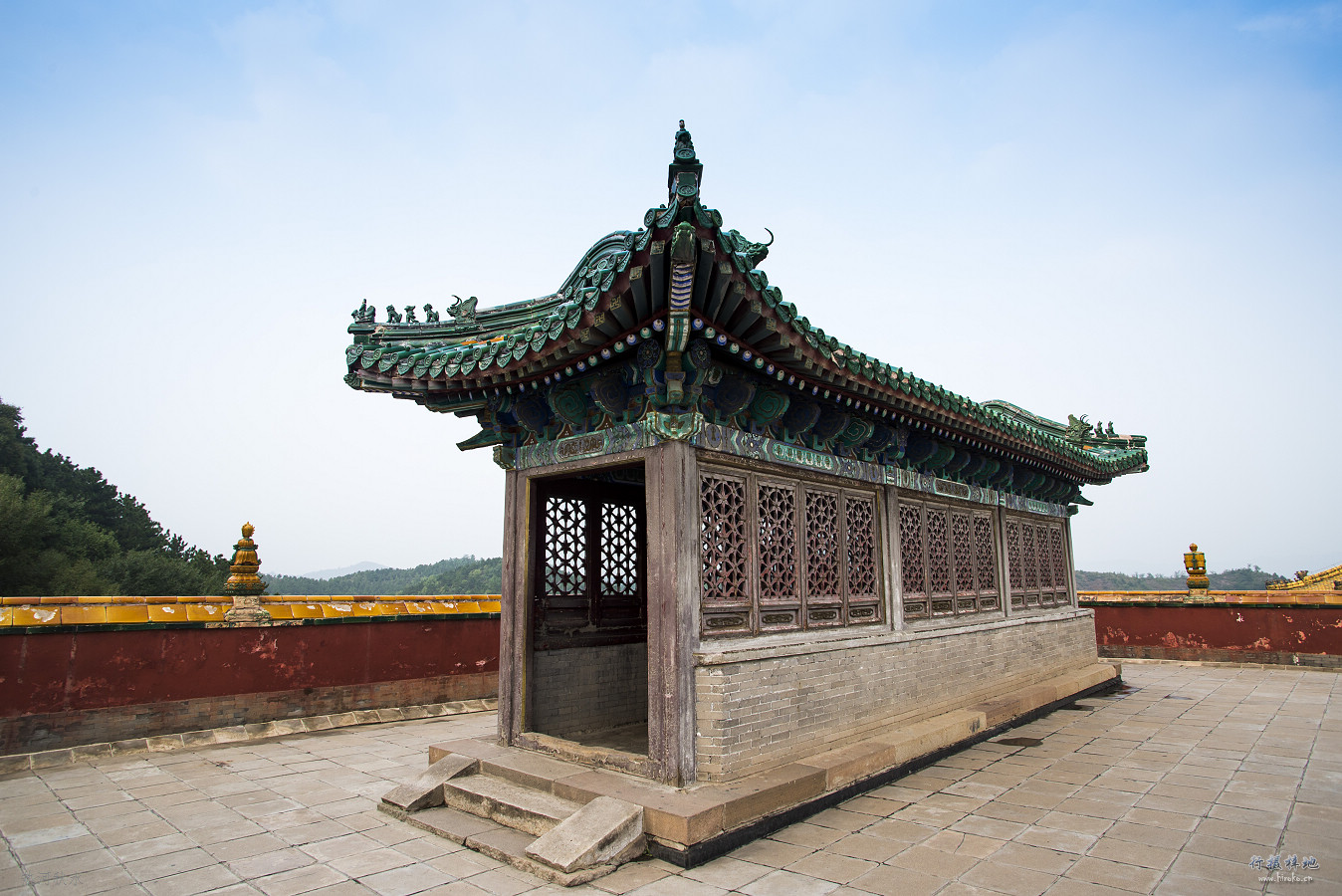
大红台顶层出口
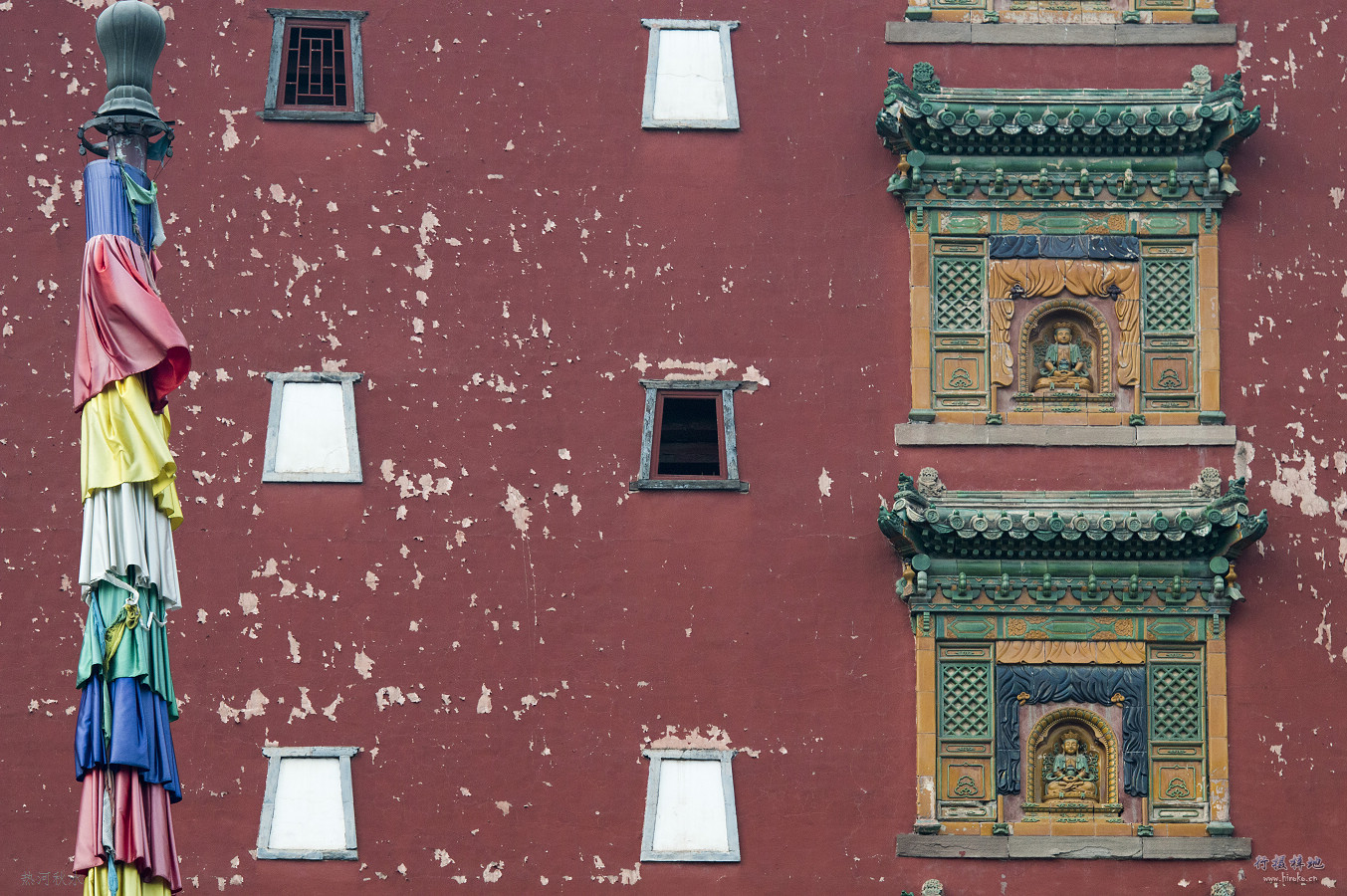
大红台正面中央六个佛龛之二
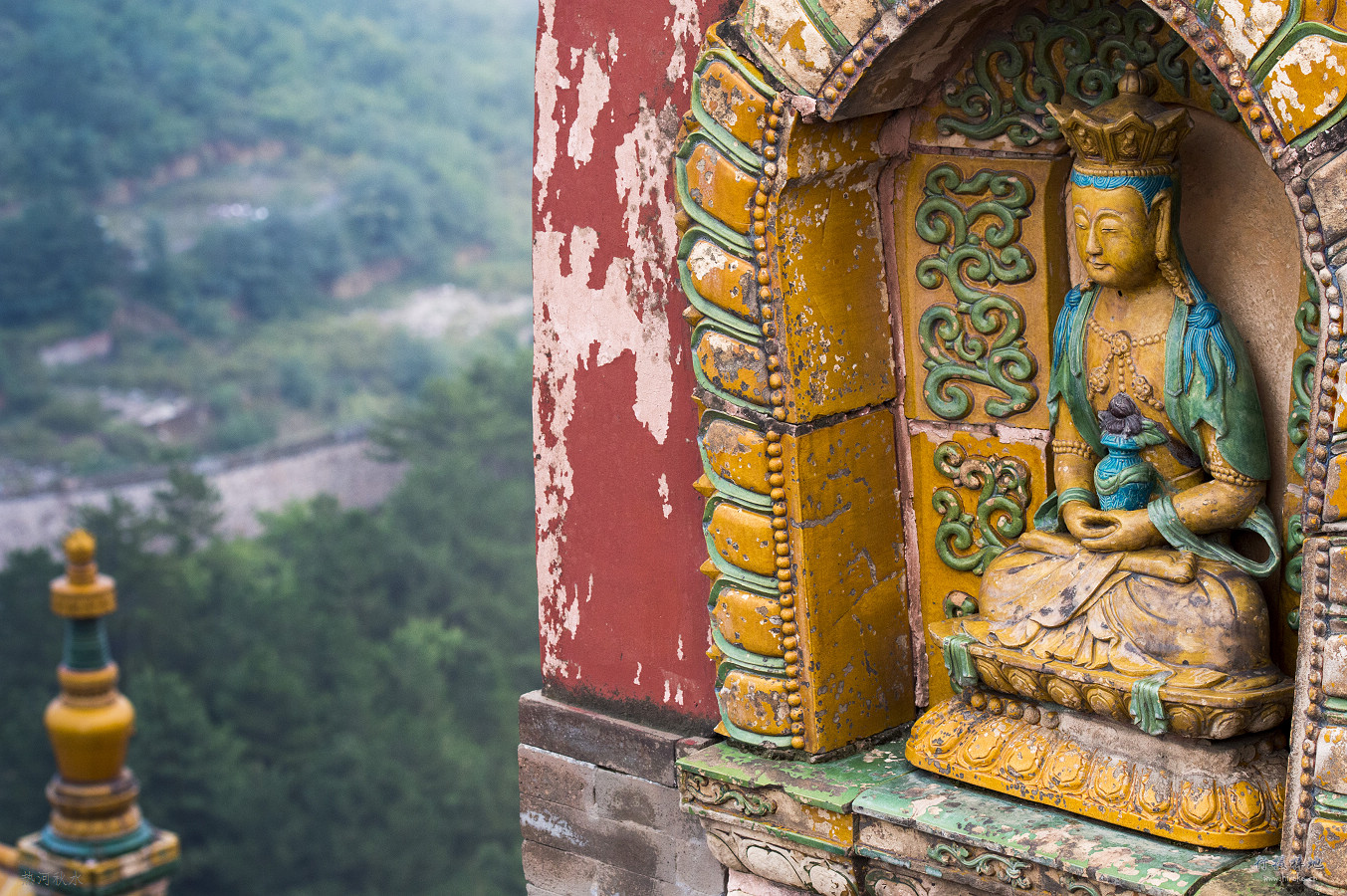
大红台顶女儿墙嵌的佛龛
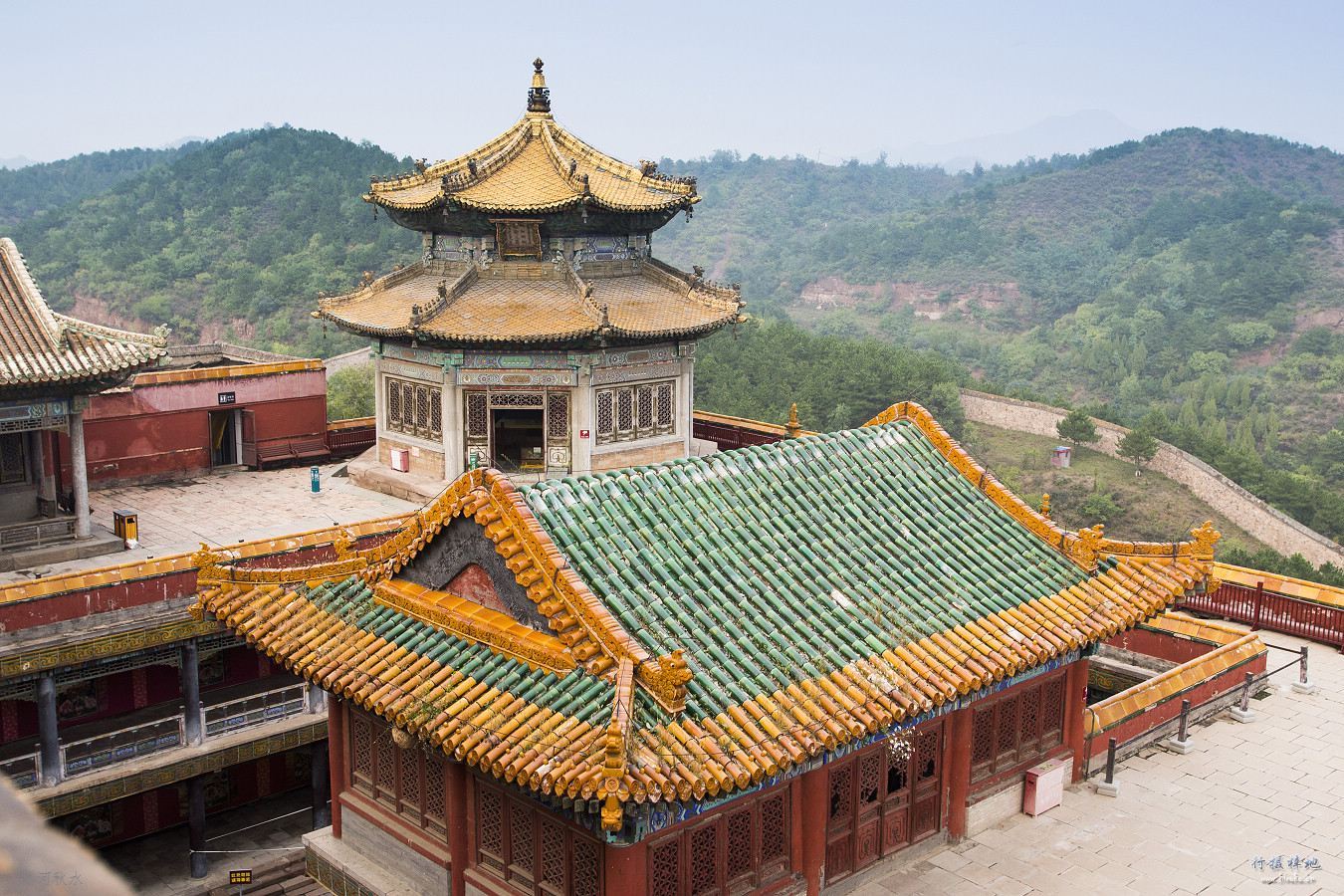
上为权衡三界亭，下为御座楼，左上的檐角为洛伽胜境殿
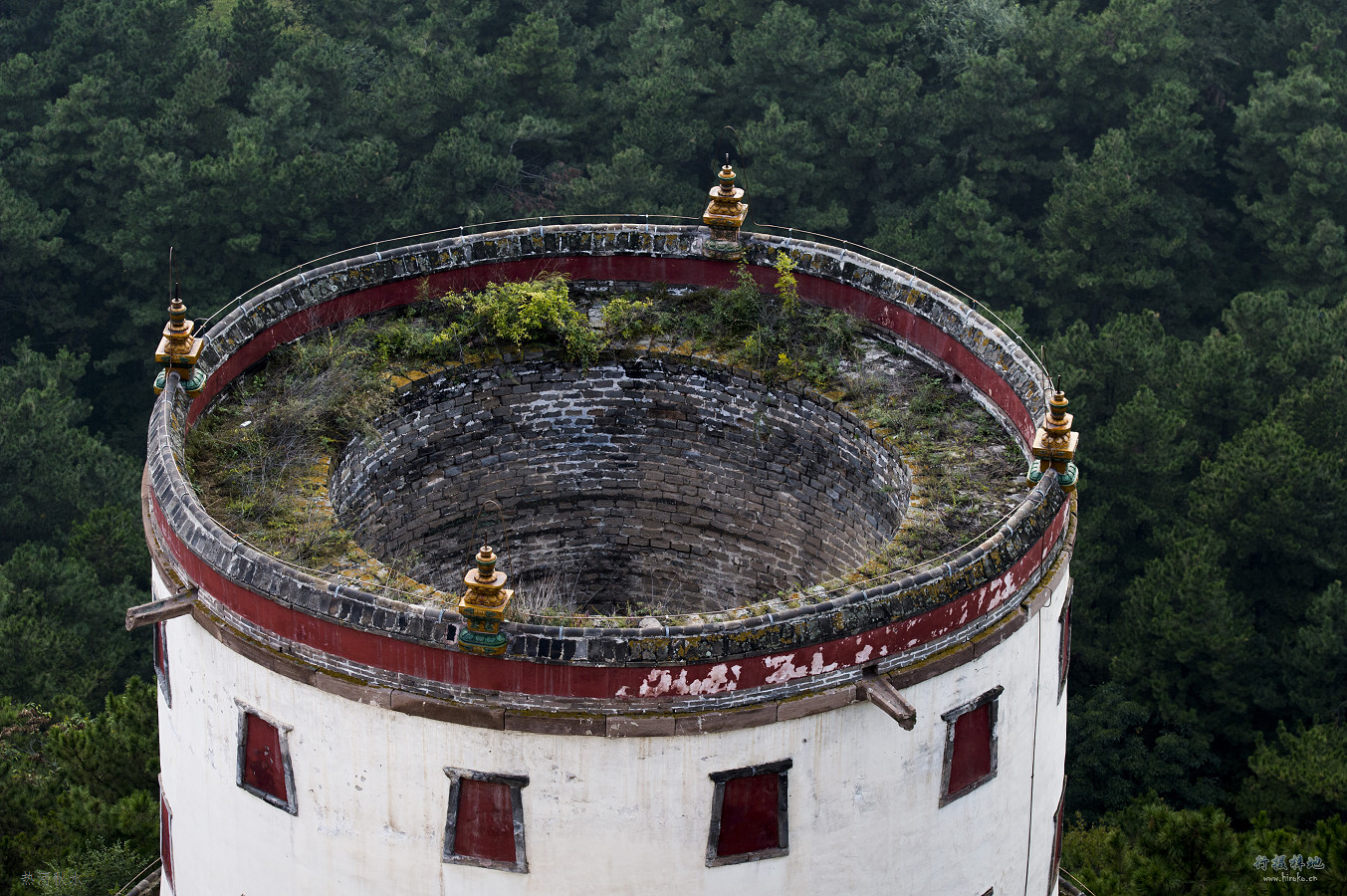
大白台西侧的圆形碉楼顶部
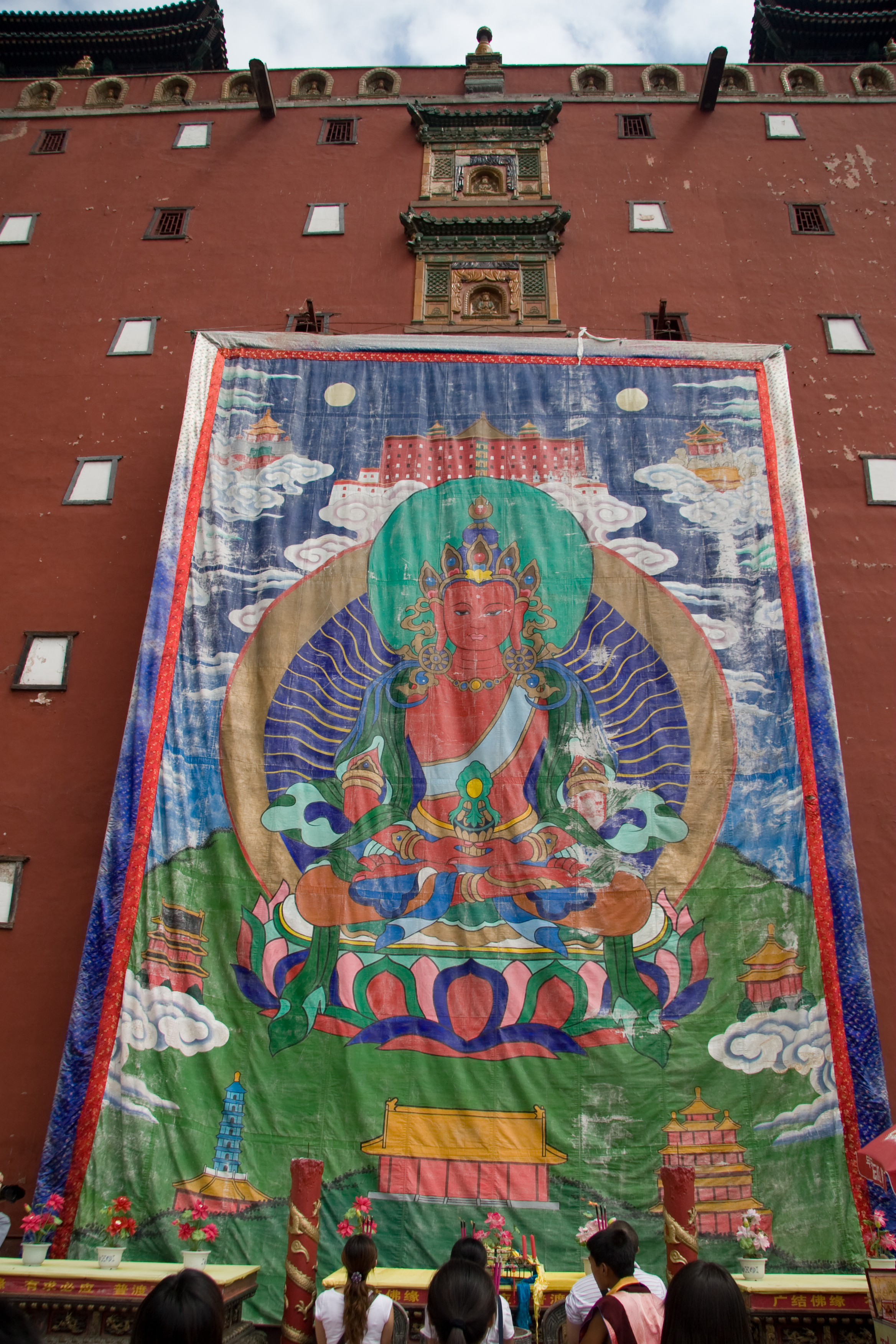
大红台展佛